# Австралия на летних Олимпийских играх 2016
Австралия на летних Олимпийских играх 2016 года была представлена в 26 видах спорта. Олимпийские лицензии австралийские спортсмены не смогли завоевать в гандболе, фехтовании и футболе. 6 июля 2016 года было объявлено, что знаменосцем сборной Австралии на церемонии открытия Игр станет двукратная олимпийская чемпионка велогонщица Анна Мирс, а на церемонии закрытия — Ким Бреннан, которая стала чемпионкой Игр в соревнованиях одиночек в академической гребле. По итогам соревнований на счету австралийских спортсменов было 8 золотых, 11 серебряных и 10 бронзовых медалей, что позволило сборной Австралии занять 10-е место в неофициальном медальном зачёте.

## Медали
| Золото  | |                                                               |            |
| №       | Спортсмены | Вид спорта (дисциплина)                                       | Дата       |
| 1       | Мак Хортон | Плавание (400 метров вольным стилем, мужчины)                 | 6 августа  |
| 2       | Эмма Маккеон Бриттани Элмсли Бронте Кэмпбелл Кейт Кэмпбелл Мэдисон Уилсон | Плавание (4×100 метров вольным стилем, женщины)               | 6 августа  |
| 3       | Кэтрин Скиннер | Стрельба (трап, женщины)                                      | 7 августа  |
| 4       | Женская сборная по регби-7 Николь Бек Эллиа Грин Хлои Далтон Алисия Куирк Шарлотта Кэслик Эвания Пелайт Шеннон Пэрри Эйми Тёрнер Эмма Тонегато Шарни Уильямс Эмили Черри Джемма Этеридж | Регби-7 (женщины)                                             | 8 августа  |
| 5       | Кайл Чалмерс | Плавание (100 метров вольным стилем, мужчины)                 | 10 августа |
| 6       | Ким Бреннан | Академическая гребля (одиночки, женщины)                      | 13 августа |
| 7       | Том Бёртон | Парусный спорт (Лазер, мужчины)                               | 16 августа |
| 8       | Хлои Эспозито | Современное пятиборье (личное первенство, женщины)            | 19 августа |
| Серебро | |                                                               |            |
| №       | Спортсмены | Вид спорта (дисциплина)                                       | Дата       |
| 1       | Мейделин Гровс | Плавание (200 метров баттерфляем, женщины)                    | 10 августа |
| 2       | Бронте Барратт Тамсин Кук Эмма Маккеон Лиа Нил Джессика Эшвуд | Плавание (4×200 метров вольным стилем, женщины)               | 10 августа |
| 3       | Карстен Форстерлинг Александр Белоногофф Камерон Гердлстон Джеймс Макрей | Академическая гребля (четвёрки парные, мужчины)               | 11 августа |
| 4       | Митч Ларкин | Плавание (200 метров на спине, мужчины)                       | 11 августа |
| 5       | Уильям Локвуд Джошуа Данкли-Смит Джошуа Бут Александер Хилл | Академическая гребля (четвёрки, мужчины)                      | 12 августа |
| 6       | Джек Бобридж Александер Эдмондсон Майкл Хепбёрн Сэм Уэлсфорд Каллум Скотсон | Велоспорт (командная гонка преследования, мужчины)            | 12 августа |
| 7       | Эмили Сибом Тейлор Маккеон Эмма Маккеон Кейт Кэмпбелл Мэдисон Уилсон Мейделин Гровс Бриттани Элмсли                                                                                     | Плавание (эстафета 4×100 метров комбинированная, женщины)     | 13 августа |
| 8       | Джейсон Уотерхаус Лиза Дарманин | Парусный спорт (Накра 17)                                     | 16 августа |
| 9       | Мэтью Белчер Уильям Райан | Парусный спорт (470, мужчины)                                 | 18 августа |
| 10      | Иэн Дженсен Натан Ауттеридж | Парусный спорт (49-й, мужчины)                                | 18 августа |
| 11      | Джаред Таллент | Лёгкая атлетика (спортивная ходьба на 50 километров, мужчины) | 19 августа |
| Бронза  | |                                                               |            |
| №       | Спортсмены | Вид спорта (дисциплина)                                       | Дата       |
| 1       | Алек Поттс Райан Тяк Тейлор Уорт | Стрельба из лука (командное первенство, мужчины)              | 6 августа  |
| 2       | Джеймс Магнуссен Камерон Макэвой Джеймс Робертс Кайл Чалмерс Мэттью Эбуд | Плавание (4×100 метров вольным стилем, мужчины)               | 7 августа  |
| 3       | Мэддисон Кини Анабель Смит | Прыжки в воду (синхронный трамплин, 3 метра, женщины)         | 7 августа  |
| 4       | Кристофер Бёртон Сэм Гриффитс Шейн Роуз Стюарт Тинни | Конный спорт (командное троеборье)                            | 9 августа  |
| 5       | Эмма Маккеон | Плавание (200 метров вольным стилем, женщины)                 | 9 августа  |
| 6       | Джессика Фокс | Гребля на байдарках и каноэ (гребной слалом, K-1, женщины)    | 11 августа |
| 7       | Дейн Бёрд-Смит | Лёгкая атлетика (спортивная ходьба на 20 километров, мужчины) | 12 августа |
| 8       | Анна Мирс | Велоспорт (кейрин, женщины)                                   | 13 августа |
| 9       | Митч Ларкин Джейк Пакард Дэвид Морган Кайл Чалмерс Камерон Макэвой | Плавание (эстафета 4×100 метров комбинированная, мужчины)     | 13 августа |
| 10      | Кен Уоллес Лаклан Тейм | Гребля на байдарках и каноэ (K-2, 1000 метров, мужчины)       | 18 августа |

## Состав сборной
Состав сборной Австралии на летних Олимпийских играх в Рио-де-Жанейро состоял из 422 спортсменов, которые приняли участие в 26 видах спорта. Более половины спортсменов (271) дебютировали на Олимпийских играх. Самой юной участницей в составе сборной Австралии стала 16-летняя футболистка Элли Карпентер, а самой возрастной 61-летняя конница Мэри Ханна, для которой Игры в Рио-де-Жанейро стали уже пятыми в карьере. Олимпийскую делегацию возглавила член исполнительного совета НОК Австралии, участница летних Олимпийских игр 2000 года Китти Чиллер. Также она стала первой женщиной, которая возглавляла национальную делегацию на Олимпийских играх.
 Академическая гребля
1. Александер Белоногофф
2. Джошуа Бут
3. Рис Грант
4. Джошуа Данкли-Смит
5. Кэмерон Джирдлстоун
6. Александер Ллойд
7. Уильям Локвуд
8. Джеймс Макрэй
9. Крис Морган
10. Спенсер Таррин
11. Дэвид Уоттс
12. Карстен Форстерлинг
13. Александер Хилл
14. Фиона Альберт
15. Сара Бантинг
16. Ким Бреннан
17. Меган Волкер
18. Молли Гудмен
19. Салли Кехоу
20. Дженнифер Клири
21. Джессика Моррисон
22. Олимпия Олдерси
23. Шарлотта Сазерленд
24. Люси Стефан
25. Александра Хаган
26. Джессика Холл
27. Женевьев Хортон
28. Керри Хоур
29. Мэделин Эдмундс

 Бадминтон
1. Робин Миддлтон
2. Саван Серасинье
3. Мэттью Чау
4. Чжэнь Сюаньюй
5. Леанне Чу

 Баскетбол
1. Дэвид Андерсен
2. Эндрю Богут
3. Райан Брокхофф
4. Арон Бэйнс
5. Камерон Бэрстоу
6. Крис Гулдинг
7. Мэттью Деллаведова
8. Джо Инглс
9. Кевин Лиш
10. Дэмиан Мартин
11. Патти Миллс
12. Брок Мотум
13. Натали Бертон
14. Рейчел Джарри
15. Кайла Джордж
16. Лиз Кэмбидж
17. Тесса Лейви
18. Лейлани Митчелл
19. Пенни Тейлор
20. Стефани Толбот
21. Марианна Толо
22. Эрин Филлипс
23. Лора Ходжес
24. Кэти-Рэй Эбзери

 Бокс
1. Дэниел Льюис
2. Джейсон Уотли
3. Шелли Уоттс

 Борьба
Вольная борьба
1. Талгат Ильясов
2. Сахит Призрени

Греко-римская борьба
1. Иван Попов

Велоспорт
 Шоссейный велоспорт
1. Скотт Боуден[5]
2. Роан Деннис
3. Саймон Кларк
4. Ричи Порт
5. Кэтрин Гарфут
6. Рэйчел Нейлан
7. Аманда Спратт
8. Грейси Элвин

 Трековый велоспорт
1. Джек Бобридж
2. Мэттью Глетцер
3. Патрик Констейбл
4. Гленн О’Ши
5. Каллум Скотсон
6. Сэм Уэлсфорд
7. Натан Харт
8. Майкл Хепбёрн
9. Александер Эдмондсон
10. Эшли Анкудинофф
11. Джорджия Бейкер
12. Эми Кьюр
13. Анна Мирс
14. Стефани Мортон
15. Мелисса Хоскинс
16. Аннетт Эдмондсон

 Маунтинбайк
1. Скотт Боуден[5]
2. Дэниел Макконнелл
3. Ребекка Хендерсон

 BMX
1. Энтони Дин
2. Боди Тёрнер
3. Сэм Уиллоуби
4. Каролин Бьюкенен
5. Лорен Рейнольдс

 Водное поло
1. Джаррод Гилхрист
2. Джоэль Деннерли
3. Джозеф Кейз
4. Джон Коттерилл
5. Ричард Кэмпбелл
6. Тайлер Мартин
7. Эйден Роач
8. Джоэль Свифт
9. Джеймс Стэнтон-Френч
10. Джордж Форд
11. Рис Хоуден
12. Митч Эмери
13. Аарон Янгер
14. Зои Арансини
15. Ханна Баклинг
16. Джемма Бидсуорт
17. Изобель Бишоп
18. Кейша Гофферс
19. Никола Загами
20. Ханна Линкольн-Смит
21. Гленкора Макги
22. Бронуэн Нокс
23. Эшли Сазерн
24. Роуи Уэбстер
25. Келси Уэйкфилд
26. Ли Яницас

 Гольф
1. Маркус Фрейзер
2. Скотт Хенд
3. Минджи Ли
4. Су Хюн Ох

Гребля на байдарках и каноэ
 Гребля на гладкой воде
1. Стивен Бёрд
2. Дэниэл Боукер
3. Джордан Вуд
4. Джейкоб Клир
5. Мартин Маринов
6. Ференц Сексарди
7. Мюррей Стюарт
8. Лаклан Тейм
9. Кен Уоллес
10. Райли Фитцсиммонс
11. Элис Барнетт
12. Алисса Булл
13. Наоми Флуд

 Гребной слалом
1. Иэн Борроуз
2. Люсьен Дельфур
3. Джессика Фокс

 Дзюдо
1. Джейк Бенстед
2. Джошуа Кац
3. Нейтан Кац
4. Оуэн Кофлен
5. Миранда Джамбелли
6. Хлоэ Райнер
7. Катарина Хекер

 Конный спорт
1. Кристофер Бёртон
2. Сэм Гриффитс
3. Скотт Кич
4. Джеймс Патерсон-Робинсон
5. Шейн Роуз
6. Стюарт Тинни
7. Мэттью Уильямс
8. Кристи Оутли
9. Линдал Оутли
10. Эдвина Топс-Александер
11. Мэри Ханна
12. Сьюзан Хирн

 Лёгкая атлетика
1. Лиам Адамс
2. Джоэль Баден
3. Дейн Бёрд-Смит
4. Дэмиен Биркинхэд
5. Питер Бол
6. Райан Грегсон
7. Седрик Даблер
8. Мэттью Денни
9. Ридайан Каули
10. Фабрис Лапьер
11. Сэм Макинти
12. Дэвид Макнилл
13. Кёртис Маршалл
14. Люк Мэтьюз
15. Хэмиш Пикок
16. Брендон Рединг
17. Джефф Рисели
18. Бретт Робинсон
19. Джошуа Робинсон
20. Бен Сент-Лоуренс
21. Брэндон Старк
22. Джаред Таллент
23. Патрик Тирнан
24. Скотт Уэсткотт
25. Хенри Фрейн
26. Бенн Харрадайн
27. Александр Хартман
28. Майкл Шелли
29. Крис Эриксон
30. Зои Бакмен
31. Дженни Бланделл
32. Алана Бойд
33. Мелисса Брин
34. Элоиза Веллингс
35. Мишель Дженнеке
36. Челси Йенш
37. Сельма Кейджан
38. Милли Кларк
39. Риган Лэмбл
40. Женевьев Ляказ
41. Кимберли Микл
42. Виктория Митчелл
43. Кэтрин Митчелл
44. Морган Митчелл
45. Элла Нельсон
46. Элеанор Паттерсон
47. Келси-Ли Робертс
48. Аннелиз Руби
49. Дани Самуэльс
50. Кейтлин Сарджент
51. Брук Стрэттон
52. Рейчел Таллент
53. Джессика Торнтон
54. Джессика Тренгроув
55. Лиза Уэйтмен
56. Лорен Уэллс
57. Мэделин Хиллз
58. Линден Холл
59. Таня Холлидей

 Настольный теннис
1. Дэвид Пауэлл
2. Ху Хэмин
3. Крис Янь
4. Мелисса Тэппер
5. Хун Цзяньфан
6. Салли Чжан

 Парусный спорт
1. Натан Ауттеридж
2. Мэтью Белчер
3. Том Бёртон
4. Иэн Дженсен
5. Джейк Лилли
6. Уильям Райан
7. Джейсон Уотерхаус
8. Лиза Дарманин
9. Джейми Райан
10. Кэрри Смит
11. Эшли Стоддарт

 Плавание
1. Джошуа Бивер
2. Грант Ирвайн
3. Митч Ларкин
4. Джеймс Магнуссен
5. Дэвид Маккеон
6. Джейк Маклафлин
7. Камерон Макэвой
8. Трэвис Махоуни
9. Дэвид Морган
10. Джейк Пакард
11. Джошуа Палмер
12. Джеррод Пурт
13. Джеймс Робертс
14. Дэниел Смит
15. Томас Фрейзер-Холмс
16. Мак Хортон
17. Джейкоб Хэнсфорд
18. Кайл Чалмерс
19. Мэттью Эбуд
20. Бронте Барратт
21. Джорджия Боль
22. Мейделин Гровс
23. Челси Губецка
24. Тамсин Кук
25. Алишия Куттс
26. Бронте Кэмпбелл
27. Кейт Кэмпбелл
28. Тейлор Маккеон
29. Эмма Маккеон
30. Керин Макмастер
31. Котуку Нгавати
32. Лиа Нил
33. Эмили Сибом
34. Брианна Троссел
35. Мэдисон Уилсон
36. Белинда Хокинг
37. Блэр Эванс
38. Бриттани Элмсли
39. Джессика Эшвуд

 Пляжный волейбол
1. Мария Фе Артачо
2. Луиза Боуден
3. Талика Клэнси
4. Николь Лэрд

 Прыжки в воду
1. Домоник Беджгуд
2. Джеймс Коннор
3. Грант Нел
4. Кевин Чавес
5. Бриттани Бробен
6. Мэддисон Кини
7. Анабель Смит
8. Мелисса У
9. Эстер Цинь

 Прыжки на батуте
1. Блэйк Годри

 Регби-7
1. Эд Дженкинс
2. Том Кингстон
3. Кэмерон Кларк
4. Томас Кьюсак
5. Патрик Маккатчен
6. Ник Малуф
7. Джесси Парахи
8. Джон Порч
9. Джеймс Стэннард
10. Аллан Фаалаваау
11. Кон Фолей
12. Хенри Хатчисон
13. Льюис Холланд
14. Николь Бек
15. Эллиа Грин
16. Хлои Далтон
17. Алисия Куирк
18. Шарлотта Кэслик
19. Эвания Пелайт
20. Шеннон Пэрри
21. Эйми Тёрнер
22. Эмма Тонегато
23. Шарни Уильямс
24. Эмили Черри
25. Джемма Этеридж

 Синхронное плавание
1. Даниэль Кеттлуэлл
2. Ханна Кросс
3. Никита Пабло
4. Эмили Роджерс
5. Роуз Стэкпоул
6. Эми Томпсон
7. Бьянка Хэмметт
8. Дебора Цай
9. Кристина Шиэн

 Современное пятиборье
1. Макс Эспозито
2. Хлои Эспозито

 Спортивная гимнастика
1. Ларисса Миллер

 Стрельба
1. Пол Адамс
2. Блейк Блэкбёрн
3. Адам Велла
4. Уилльям Годвард
5. Митчелл Илс
6. Уоррен Потент
7. Даниэль Репачоли
8. Джек Росситер
9. Дейн Сэмпсон
10. Джеймс Уиллет
11. Кит Фергюсон
12. Дэвид Чепмэн
13. Елена Галябович
14. Эйслин Джонс
15. Лолита Евглевская
16. Катерине Скиннер
17. Летиша Скэнлен
18. Дженнифер, Хенс

 Стрельба из лука
1. Алек Поттс
2. Райан Тяк
3. Тейлор Уорт
4. Квота 4

 Теннис
1. Сэмюэль Грот
2. Крис Гуччоне
3. Танаси Коккинакис
4. Джон Миллман
5. Джон Пирс
6. Джордан Томпсон
7. Дарья Гаврилова
8. Анастасия Родионова
9. Арина Родионова
10. Саманта Стосур

 Триатлон
1. Райан Бейли
2. Аарон Ройл
3. Райан Фишер
4. Эрин Деншем
5. Эшли Джентл
6. Эмма Моффатт

 Тхэквондо
1. Сафван Халил
2. Хайдер Шкара
3. Кармен Мартон
4. Каролин Мартон

 Тяжёлая атлетика
1. Симплис Рибум
2. Тиа-Клэр Туми

 Футбол
1. Квота 1
2. Квота 2
3. Квота 3
4. Квота 4
5. Квота 5
6. Квота 6
7. Квота 7
8. Квота 8
9. Квота 9
10. Квота 10
11. Квота 11
12. Квота 12
13. Квота 13
14. Квота 14
15. Квота 15
16. Квота 16
17. Квота 17
18. Квота 18

 Хоккей на траве
1. Квота 1
2. Квота 2
3. Квота 3
4. Квота 4
5. Квота 5
6. Квота 6
7. Квота 7
8. Квота 8
9. Квота 9
10. Квота 10
11. Квота 11
12. Квота 12
13. Квота 13
14. Квота 14
15. Квота 15
16. Квота 16
17. Квота 17
18. Квота 18
19. Квота 19
20. Квота 20
21. Квота 21
22. Квота 22
23. Квота 23
24. Квота 24
25. Квота 25
26. Квота 26
27. Квота 27
28. Квота 28
29. Квота 29
30. Квота 30
31. Квота 31
32. Квота 32

 Художественная гимнастика
1. Даниэль Принс

## Результаты соревнований

### Академическая гребля
В следующий раунд из каждого заезда проходят несколько лучших экипажей (в зависимости от дисциплины). В отборочный заезд попадают спортсмены, выбывшие в предварительном раунде. В финал A выходят 6 сильнейших экипажей, остальные разыгрывают места в утешительных финалах B-F.
Мужчины
| Соревнование    | Спортсмены                                                               | Предварительный заезд | Предварительный заезд | Предварительный заезд | Отборочный заезд | Отборочный заезд | Отборочный заезд | Четвертьфинал | Четвертьфинал | Четвертьфинал | Полуфинал     | Полуфинал     | Полуфинал     | Финал   | Финал   | Итоговое место |
| Соревнование    | Спортсмены                                                               | Заезд                 | Время                 | Место                 | Заезд            | Время            | Место            | Заезд         | Время         | Место         | Заезд         | Время         | Место         | Время   | Место   | Итоговое место |
| --------------- | ------------------------------------------------------------------------ | --------------------- | --------------------- | --------------------- | ---------------- | ---------------- | ---------------- | ------------- | ------------- | ------------- | ------------- | ------------- | ------------- | ------- | ------- | -------------- |
| одиночки        | Рис Грант                                                                | 5                     | 7:28,83               | 2 Q                   | не участвовал    | не участвовал    | не участвовал    | 1             | 6:55,14       | 2 Q           | Полуфинал A/B | Полуфинал A/B | Полуфинал A/B | Финал B | Финал B | 9              |
| одиночки        | Рис Грант                                                                | 5                     | 7:28,83               | 2 Q                   | не участвовал    | не участвовал    | не участвовал    | 1             | 6:55,14       | 2 Q           | 2             | 7:14,68       | 5 QB          | 6:51,90 | 3       | 9              |
| двойки          | Спенсер Таррин Александер Ллойд                                          | 1                     | 6:40,79               | 1 Q                   | не участвовали   | не участвовали   | не участвовали   | не проводится | не проводится | не проводится | 1             | 6:25,25       | 2 QA          | Финал A | Финал A | 6              |
| двойки          | Спенсер Таррин Александер Ллойд                                          | 1                     | 6:40,79               | 1 Q                   | не участвовали   | не участвовали   | не участвовали   | не проводится | не проводится | не проводится | 1             | 6:25,25       | 2 QA          | 7:11,60 | 6       | 6              |
| двойки парные   | Дэвид Уоттс Крис Морган                                                  | 3                     | 6:36,39               | 3 Q                   | не участвовали   | не участвовали   | не участвовали   | не проводится | не проводится | не проводится | 1             | 6:19,36       | 5 QB          | Финал B | Финал B | 7              |
| двойки парные   | Дэвид Уоттс Крис Морган                                                  | 3                     | 6:36,39               | 3 Q                   | не участвовали   | не участвовали   | не участвовали   | не проводится | не проводится | не проводится | 1             | 6:19,36       | 5 QB          | 6:58,11 | 1       | 7              |
| четвёрки        | Уильям Локвуд Джошуа Данкли-Смит Джошуа Бут Александер Хилл              | 1                     | 5:54,84               | 1 Q                   | не участвовали   | не участвовали   | не участвовали   | не проводится | не проводится | не проводится |               |               |               | Финал   | Финал   |                |
| четвёрки        | Уильям Локвуд Джошуа Данкли-Смит Джошуа Бут Александер Хилл              | 1                     | 5:54,84               | 1 Q                   | не участвовали   | не участвовали   | не участвовали   | не проводится | не проводится | не проводится |               |               |               |         |         |                |
| четвёрки парные | Карстен Форстерлинг Александр Белоногофф Камерон Гердлстон Джеймс Макрей | 2                     | 5:50,98               | 1 QA                  | не участвовали   | не участвовали   | не участвовали   | не проводится | не проводится | не проводится | не проводится | не проводится | не проводится | Финал A | Финал A |                |
| четвёрки парные | Карстен Форстерлинг Александр Белоногофф Камерон Гердлстон Джеймс Макрей | 2                     | 5:50,98               | 1 QA                  | не участвовали   | не участвовали   | не участвовали   | не проводится | не проводится | не проводится | не проводится | не проводится | не проводится |         |         |                |

Женщины
| Соревнование    | Спортсмены | Предварительный заезд | Предварительный заезд | Предварительный заезд | Отборочный заезд | Отборочный заезд | Отборочный заезд | Четвертьфинал | Четвертьфинал | Четвертьфинал | Полуфинал     | Полуфинал     | Полуфинал     | Финал                 | Финал                 | Итоговое место |
| Соревнование    | Спортсмены | Заезд                 | Время                 | Место                 | Заезд            | Время            | Место            | Заезд         | Время         | Место         | Заезд         | Время         | Место         | Время                 | Место                 | Итоговое место |
| --------------- | --- | --------------------- | --------------------- | --------------------- | ---------------- | ---------------- | ---------------- | ------------- | ------------- | ------------- | ------------- | ------------- | ------------- | --------------------- | --------------------- | -------------- |
| одиночки        | Ким Бреннан | 1                     | 8:22,82               | 3 Q                   | не участвовала   | не участвовала   | не участвовала   | 4             | 7:26,86       | 1 Q           | Полуфинал A/B | Полуфинал A/B | Полуфинал A/B | Финал                 | Финал                 |                |
| одиночки        | Ким Бреннан | 1                     | 8:22,82               | 3 Q                   | не участвовала   | не участвовала   | не участвовала   | 4             | 7:26,86       | 1 Q           |               |               |               |                       |                       |                |
| двойки парные   | Салли Кехоу Женевьев Хортон | 3                     | 7:17,34               | 2 Q                   | не участвовали   | не участвовали   | не участвовали   | не проводится | не проводится | не проводится | 2             | 6:55,37       | 4             | Финал B               | Финал B               |                |
| двойки парные   | Салли Кехоу Женевьев Хортон | 3                     | 7:17,34               | 2 Q                   | не участвовали   | не участвовали   | не участвовали   | не проводится | не проводится | не проводится | 2             | 6:55,37       | 4             |                       |                       |                |
| четвёрки парные | Джессика Холл Керри Хоур Дженнифер Клири Мэделин Эдмундс                                                                                         | 1                     | 6:37,43               | 2                     | 1                | 6:28,60          | 5                | не проводится | не проводится | не проводится | не проводится | не проводится | не проводится | завершили выступление | завершили выступление | 7              |
| восьмёрки       | Фиона Альберт Джессика Моррисон Александра Хаган Меган Волкер Молли Гудмен Олимпия Олдерси Люси Стефан Шарлотта Сазерленд Сара Бантинг (рулевая) | 1                     | 6:22,68               | 4                     |                  |                  |                  | Не проводится | Не проводится | Не проводится | Не проводится | Не проводится | Не проводится | Финал                 | Финал                 |                |
| восьмёрки       | Фиона Альберт Джессика Моррисон Александра Хаган Меган Волкер Молли Гудмен Олимпия Олдерси Люси Стефан Шарлотта Сазерленд Сара Бантинг (рулевая) | 1                     | 6:22,68               | 4                     |                  |                  |                  | Не проводится | Не проводится | Не проводится | Не проводится | Не проводится | Не проводится |                       |                       |                |

### Бадминтон
Одиночный разряд
| Соревнование | Спортсмены    | Групповой этап | Групповой этап | Групповой этап | 1/8 финала | 1/4 финала | 1/2 финала | Финал | Итоговое место |
| Соревнование | Спортсмены    | 1 матч         | 2 матч         | Место          | 1/8 финала | 1/4 финала | 1/2 финала | Финал | Итоговое место |
| ------------ | ------------- | -------------- | -------------- | -------------- | ---------- | ---------- | ---------- | ----- | -------------- |
| женщины      | Чжэнь Сюаньюй | Группа         | Группа         | Группа         |            |            |            |       |                |
| женщины      | Чжэнь Сюаньюй |                |                |                |            |            |            |       |                |

Парный разряд
| Соревнование | Спортсмены                 | Групповой этап | Групповой этап | Групповой этап | Групповой этап | 1/4 финала | 1/2 финала | Финал | Итоговое место |
| Соревнование | Спортсмены                 | 1 матч         | 2 матч         | 3 матч         | Место          | 1/4 финала | 1/2 финала | Финал | Итоговое место |
| ------------ | -------------------------- | -------------- | -------------- | -------------- | -------------- | ---------- | ---------- | ----- | -------------- |
| мужчины      | Мэттью Чау Саван Серасинье | Группа         | Группа         | Группа         | Группа         |            |            |       |                |
| мужчины      | Мэттью Чау Саван Серасинье |                |                |                |                |            |            |       |                |
| микст        | Робин Миддлтон Леанне Чу   | Группа         | Группа         | Группа         | Группа         |            |            |       |                |
| микст        | Робин Миддлтон Леанне Чу   |                |                |                |                |            |            |       |                |

### Баскетбол

#### Мужчины
Мужская сборная Австралии квалифицировалась на Игры, завоевав золотые медали на чемпионате Океании 2015 года.
Состав
| Номер     | Позиция   | Имя       | Дата рождения | Рост, см  | Клуб      | Игры      | Очки      | Подборы   | Передачи  |
| Защитники | Защитники | Защитники | Защитники     | Защитники | Защитники | Защитники | Защитники | Защитники | Защитники |
| --------- | --------- | --------- | ------------- | --------- | --------- | --------- | --------- | --------- | --------- |
|           |           |           |               |           |           |           |           |           |           |
| Форварды  |           |           |               |           |           |           |           |           |           |
|           |           |           |               |           |           |           |           |           |           |
| Центровые |           |           |               |           |           |           |           |           |           |
|           |           |           |               |           |           |           |           |           |           |

| Имя            | Гражданство | Дата рождения |
| -------------- | ----------- | ------------- |
| Андрей Леманис | Австралия   | 18 марта 1969 |

Результаты
Групповой этап (Группа A)
| Место | Команда   | И | В | П | ОЗ  | ОП  | +/-  | Очки |
| ----- | --------- | - | - | - | --- | --- | ---- | ---- |
| 1     | США       | 5 | 5 | 0 | 524 | 407 | +117 | 10   |
| 2     | Австралия | 5 | 4 | 1 | 444 | 368 | +76  | 9    |
| 3     | Франция   | 5 | 3 | 2 | 423 | 378 | +45  | 8    |
| 4     | Сербия    | 5 | 2 | 3 | 426 | 387 | +39  | 7    |
| 5     | Венесуэла | 5 | 1 | 4 | 315 | 444 | -129 | 6    |
| 6     | Китай     | 5 | 0 | 5 | 318 | 466 | -148 | 5    |

| 6 августа 2016 14:15 UTC−3 | Протокол | Австралия                  | 87:66    | Франция        | Кариока Арена, Рио-де-Жанейро Зрителей: 8719 Судьи: Кристиано Хесус Мараньо Стивен Андерсон Фердинанд Паскуаль |
| 6 августа 2016 14:15 UTC−3 | Протокол | 20:14, 16:19, 25:15, 26:18 |          |                | Кариока Арена, Рио-де-Жанейро Зрителей: 8719 Судьи: Кристиано Хесус Мараньо Стивен Андерсон Фердинанд Паскуаль |
| 6 августа 2016 14:15 UTC−3 | Протокол | Миллс 21                   | Очки     | Паркер 18      | Кариока Арена, Рио-де-Жанейро Зрителей: 8719 Судьи: Кристиано Хесус Мараньо Стивен Андерсон Фердинанд Паскуаль |
| 6 августа 2016 14:15 UTC−3 | Протокол | Бэйнс 8                    | Подборы  | Гобер 6        | Кариока Арена, Рио-де-Жанейро Зрителей: 8719 Судьи: Кристиано Хесус Мараньо Стивен Андерсон Фердинанд Паскуаль |
| 6 августа 2016 14:15 UTC−3 | Протокол | Деллаведова 10             | Передачи | Дьяо, Эртель 3 | Кариока Арена, Рио-де-Жанейро Зрителей: 8719 Судьи: Кристиано Хесус Мараньо Стивен Андерсон Фердинанд Паскуаль |

| 8 августа 2016 14:15 UTC−3 | Протокол | Сербия                     | 80:95    | Австралия      | Кариока Арена, Рио-де-Жанейро Зрителей: 5409 Судьи: Борис Рыжик Гильерме Локателли Кристиано Хесус Мараньо |
| 8 августа 2016 14:15 UTC−3 | Протокол | 23:26, 20:14, 20:22, 17:33 |          |                | Кариока Арена, Рио-де-Жанейро Зрителей: 5409 Судьи: Борис Рыжик Гильерме Локателли Кристиано Хесус Мараньо |
| 8 августа 2016 14:15 UTC−3 | Протокол | Радульица 25               | Очки     | Миллс 26       | Кариока Арена, Рио-де-Жанейро Зрителей: 5409 Судьи: Борис Рыжик Гильерме Локателли Кристиано Хесус Мараньо |
| 8 августа 2016 14:15 UTC−3 | Протокол | Богданович 8               | Подборы  | Богут 12       | Кариока Арена, Рио-де-Жанейро Зрителей: 5409 Судьи: Борис Рыжик Гильерме Локателли Кристиано Хесус Мараньо |
| 8 августа 2016 14:15 UTC−3 | Протокол | Маркович 4                 | Передачи | Деллаведова 13 | Кариока Арена, Рио-де-Жанейро Зрителей: 5409 Судьи: Борис Рыжик Гильерме Локателли Кристиано Хесус Мараньо |

| 10 августа 2016 19:00 UTC−3 | Протокол | Австралия | ' | США | Кариока Арена, Рио-де-Жанейро |

| 12 августа 2016 14:15 UTC−3 | Протокол | Китай | ' | Австралия | Кариока Арена, Рио-де-Жанейро |

| 14 августа 2016 19:00 UTC−3 | Протокол | Австралия | ' | Венесуэла | Кариока Арена, Рио-де-Жанейро |

#### Женщины
Женская сборная Австралии квалифицировалась на Игры, завоевав золотые медали на чемпионате Океании 2015 года.
Состав
| Номер     | Позиция   | Имя       | Дата рождения | Рост, см  | Клуб      | Игры      | Очки      | Подборы   | Передачи  |
| Защитники | Защитники | Защитники | Защитники     | Защитники | Защитники | Защитники | Защитники | Защитники | Защитники |
| --------- | --------- | --------- | ------------- | --------- | --------- | --------- | --------- | --------- | --------- |
|           |           |           |               |           |           |           |           |           |           |
| Форварды  |           |           |               |           |           |           |           |           |           |
|           |           |           |               |           |           |           |           |           |           |
| Центровые |           |           |               |           |           |           |           |           |           |
|           |           |           |               |           |           |           |           |           |           |

| Имя           | Гражданство | Дата рождения |
| ------------- | ----------- | ------------- |
| Брендан Джойс | Австралия   |               |

Результаты
Групповой этап (Группа A)
| Место | Команда   | И | В | П | ОЗ  | ОП  | +/- | Очки |
| ----- | --------- | - | - | - | --- | --- | --- | ---- |
| 1     | Австралия | 5 | 5 | 0 | 400 | 345 | +55 | 10   |
| 2     | Франция   | 5 | 3 | 2 | 344 | 343 | +1  | 8    |
| 3     | Турция    | 5 | 3 | 2 | 324 | 325 | -1  | 8    |
| 4     | Япония    | 5 | 3 | 2 | 386 | 378 | +8  | 8    |
| 5     | Беларусь  | 5 | 1 | 4 | 347 | 361 | -14 | 6    |
| 6     | Бразилия  | 5 | 0 | 5 | 335 | 384 | -49 | 5    |

| 6 августа 2016 17:30 UTC−3 | Протокол | Бразилия                   | 66:84    | Австралия  | Молодёжная Арена, Рио-де-Жанейро Зрителей: 2368 Судьи: Илия Белошевич Карен Лэсьик Петр Пастусяк |
| 6 августа 2016 17:30 UTC−3 | Протокол | 24:14, 15:21, 14:22, 13:27 |          |            | Молодёжная Арена, Рио-де-Жанейро Зрителей: 2368 Судьи: Илия Белошевич Карен Лэсьик Петр Пастусяк |
| 6 августа 2016 17:30 UTC−3 | Протокол | Кастро Маркес 25           | Очки     | Кэмбидж 20 | Молодёжная Арена, Рио-де-Жанейро Зрителей: 2368 Судьи: Илия Белошевич Карен Лэсьик Петр Пастусяк |
| 6 августа 2016 17:30 UTC−3 | Протокол | дос Сантос 13              | Подборы  | Кэмбидж 14 | Молодёжная Арена, Рио-де-Жанейро Зрителей: 2368 Судьи: Илия Белошевич Карен Лэсьик Петр Пастусяк |
| 6 августа 2016 17:30 UTC−3 | Протокол | Пинто 7                    | Передачи | Митчелл 6  | Молодёжная Арена, Рио-де-Жанейро Зрителей: 2368 Судьи: Илия Белошевич Карен Лэсьик Петр Пастусяк |

| 7 августа 2016 17:30 UTC−3 | Протокол | Австралия                  | 61:56    | Турция     | Молодёжная Арена, Рио-де-Жанейро Зрителей: 1853 Судьи: Анна Пантер Леандро Лезкано Карлос Перуга |
| 7 августа 2016 17:30 UTC−3 | Протокол | 12:15, 14:14, 17:12, 18:15 |          |            | Молодёжная Арена, Рио-де-Жанейро Зрителей: 1853 Судьи: Анна Пантер Леандро Лезкано Карлос Перуга |
| 7 августа 2016 17:30 UTC−3 | Протокол | Кэмбидж 22                 | Очки     | Сандерс 25 | Молодёжная Арена, Рио-де-Жанейро Зрителей: 1853 Судьи: Анна Пантер Леандро Лезкано Карлос Перуга |
| 7 августа 2016 17:30 UTC−3 | Протокол | Кэмбидж 11                 | Подборы  | Сандерс 7  | Молодёжная Арена, Рио-де-Жанейро Зрителей: 1853 Судьи: Анна Пантер Леандро Лезкано Карлос Перуга |
| 7 августа 2016 17:30 UTC−3 | Протокол | Три игрока по 3            | Передачи | Вардарлы 7 | Молодёжная Арена, Рио-де-Жанейро Зрителей: 1853 Судьи: Анна Пантер Леандро Лезкано Карлос Перуга |

| 9 августа 2016 12:15 UTC−3 | Протокол | Австралия                  | 89:71    | Франция   | Молодёжная Арена, Рио-де-Жанейро Зрителей: 1481 Судьи: Борис Рыжик Чжу Дуань Хван Ин-Тэ |
| 9 августа 2016 12:15 UTC−3 | Протокол | 21:19, 25:10, 23:21, 20:21 |          |           | Молодёжная Арена, Рио-де-Жанейро Зрителей: 1481 Судьи: Борис Рыжик Чжу Дуань Хван Ин-Тэ |
| 9 августа 2016 12:15 UTC−3 | Протокол | Тейлор 31                  | Очки     | Эпупа 15  | Молодёжная Арена, Рио-де-Жанейро Зрителей: 1481 Судьи: Борис Рыжик Чжу Дуань Хван Ин-Тэ |
| 9 августа 2016 12:15 UTC−3 | Протокол | Кэмбидж 7                  | Подборы  | Эпупа 7   | Молодёжная Арена, Рио-де-Жанейро Зрителей: 1481 Судьи: Борис Рыжик Чжу Дуань Хван Ин-Тэ |
| 9 августа 2016 12:15 UTC−3 | Протокол | Тейлор 9                   | Передачи | Будерра 4 | Молодёжная Арена, Рио-де-Жанейро Зрителей: 1481 Судьи: Борис Рыжик Чжу Дуань Хван Ин-Тэ |

| 11 августа 2016 17:45 UTC−3 | Протокол | Япония | ' | Австралия | Молодёжная Арена, Рио-де-Жанейро |

| 13 августа 2016 12:15 UTC−3 | Протокол | Австралия | ' | Беларусь | Молодёжная Арена, Рио-де-Жанейро |

### Бокс
Квоты, завоёванные спортсменами являются именными. Если от одной страны путёвки на Игры завоюют два и более спортсмена, то право выбора боксёра предоставляется национальному Олимпийскому комитету. Соревнования по боксу проходят по системе плей-офф. Для победы в олимпийском турнире боксёру необходимо одержать либо четыре, либо пять побед в зависимости от жеребьёвки соревнований. Оба спортсмена, проигравшие в полуфинальных поединках, становятся обладателями бронзовых наград.
Мужчины
| Категория | Спортсмены    | Первый раунд           | Второй раунд           | Четвертьфинал        | Полуфинал            | Финал                | Место                |
| Категория | Спортсмены    | Соперник Результат     | Соперник Результат     | Соперник Результат   | Соперник Результат   | Соперник Результат   | Место                |
| --------- | ------------- | ---------------------- | ---------------------- | -------------------- | -------------------- | -------------------- | -------------------- |
| до 75 кг  | Дэниел Льюис  | POLТ. Яблоньский В 2:1 | UZBБ. Меликузиев (2) : |                      |                      |                      |                      |
| до 91 кг  | Джейсон Уотли | BRAЖ. Ногейра П 0:3    | Завершил выступление   | Завершил выступление | Завершил выступление | Завершил выступление | Завершил выступление |

Женщины
| Категория | Спортсмены  | Первый раунд       | Четвертьфинал      | Полуфинал          | Финал              | Место |
| Категория | Спортсмены  | Соперник Результат | Соперник Результат | Соперник Результат | Соперник Результат | Место |
| --------- | ----------- | ------------------ | ------------------ | ------------------ | ------------------ | ----- |
| до 60 кг  | Шелли Уоттс |                    |                    |                    |                    |       |

### Борьба
В соревнованиях по борьбе, как и на предыдущих трёх Играх, будет разыгрываться 18 комплектов наград. По 6 у мужчин в вольной и греко-римской борьбе и 6 у женщин в вольной борьбе. Турнир пройдёт по олимпийской системе с выбыванием. В утешительный раунд попадают участники, проигравшие в своих поединках будущим финалистам соревнований. Каждый поединок состоит из двух раундов по 3 минуты, победителем становится спортсмен, набравший большее количество технических очков. По окончании схватки, в зависимости от результатов спортсменам начисляются классификационные очки. Австралия отказалась от лицензии в греко-римской борьбе в категории до 66 кг после положительной допинг-пробы Винода Кумара.
Мужчины
Вольная борьба
| Соревнование | Спортсмены     | Первый раунд       | 1/8 финала         | Четвертьфинал      | Полуфинал          | Финал              | Место |
| Соревнование | Спортсмены     | Соперник Результат | Соперник Результат | Соперник Результат | Соперник Результат | Соперник Результат | Место |
| ------------ | -------------- | ------------------ | ------------------ | ------------------ | ------------------ | ------------------ | ----- |
| до 65 кг     | Сахит Призрени |                    |                    |                    |                    |                    |       |
| до 74 кг     | Талгат Ильясов |                    |                    |                    |                    |                    |       |

Греко-римская борьба
| Категория | Спортсмены | Первый раунд       | 1/8 финала         | Четвертьфинал      | Полуфинал          | Финал              | Место |
| Категория | Спортсмены | Соперник Результат | Соперник Результат | Соперник Результат | Соперник Результат | Соперник Результат | Место |
| --------- | ---------- | ------------------ | ------------------ | ------------------ | ------------------ | ------------------ | ----- |
| до 130 кг | Иван Попов |                    |                    |                    |                    |                    |       |

#### 

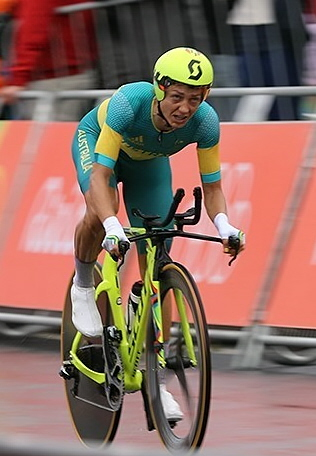
Кэтрин Гарфут во время раздельной гонки

### Велоспорт

#### Шоссейный велоспорт
Мужчины
| Соревнование     | Спортсмены   | Время      | Место | Отставание |
| ---------------- | ------------ | ---------- | ----- | ---------- |
| групповая гонка  | Саймон Кларк | 6:16:17    | 25    | +6:12      |
| групповая гонка  | Роан Деннис  | DNF        | DNF   | DNF        |
| групповая гонка  | Ричи Порт    | DNF        | DNF   | DNF        |
| групповая гонка  | Скотт Боуден | DNF        | DNF   | DNF        |
| раздельная гонка | Роан Деннис  | 1:13:25,66 | 5     | +1:10,24   |

Женщины
| Соревнование     | Спортсмены    | Время    | Место | Отставание |
| ---------------- | ------------- | -------- | ----- | ---------- |
| групповая гонка  | Аманда Спратт | 3:55:36  | 15    | +4:09      |
| групповая гонка  | Рэйчел Нейлан | 3:56:34  | 22    | +5:07      |
| групповая гонка  | Грейси Элвин  | 4:03:01  | 49    | +11:34     |
| групповая гонка  | Кэтрин Гарфут | DNF      | DNF   | DNF        |
| раздельная гонка | Кэтрин Гарфут | 45:35,03 | 9     | +1:08,61   |

#### Трековый велоспорт
Командная гонка преследования
| Соревнование | Спортсмены                                                                  | Квалификация | Квалификация | Полуфинал      | Полуфинал | Финал          | Место |
| Соревнование | Спортсмены                                                                  | Время        | Место        | Соперник Время | Место     | Соперник Время | Место |
| ------------ | --------------------------------------------------------------------------- | ------------ | ------------ | -------------- | --------- | -------------- | ----- |
| мужчины      | Джек Бобридж Александер Эдмондсон Майкл Хепбёрн Каллум Скотсон Сэм Уэлсфорд |              |              |                |           |                |       |
| женщины      | Эшли Анкудинофф Джорджия Бейкер Эми Кьюр Аннетт Эдмондсон Мелисса Хоскинс   |              |              |                |           |                |       |

Спринт
| Соревнование | Спортсмены       | Квалификация   | Квалификация | Раунд 1                 | Утешительный заезд       | Раунд 2                 | Утешительный заезд       | Четвертьфинал           | Полуфинал               | Финал                    | Место |
| Соревнование | Спортсмены       | Время Скорость | Место        | Соперник Время Скорость | Соперники Время Скорость | Соперник Время Скорость | Соперники Время Скорость | Соперник Время Скорость | Соперник Время Скорость | Соперники Время Скорость | Место |
| ------------ | ---------------- | -------------- | ------------ | ----------------------- | ------------------------ | ----------------------- | ------------------------ | ----------------------- | ----------------------- | ------------------------ | ----- |
| мужчины      | Мэттью Глетцер   |                |              |                         |                          |                         |                          |                         |                         |                          |       |
| мужчины      | Патрик Констейбл |                |              |                         |                          |                         |                          |                         |                         |                          |       |
| женщины      | Анна Мирс        |                |              |                         |                          |                         |                          |                         |                         |                          |       |
| женщины      | Стефани Мортон   |                |              |                         |                          |                         |                          |                         |                         |                          |       |

Командный спринт
| Соревнование | Спортсмены                                 | Квалификация   | Квалификация | Полуфинал               | Полуфинал | Финал                   | Место |
| Соревнование | Спортсмены                                 | Время Скорость | Место        | Соперник Время Скорость | Место     | Соперник Время Скорость | Место |
| ------------ | ------------------------------------------ | -------------- | ------------ | ----------------------- | --------- | ----------------------- | ----- |
| мужчины      | Натан Харт Мэттью Глетцер Патрик Констейбл |                |              |                         |           |                         |       |
| женщины      | Анна Мирс Стефани Мортон                   |                |              |                         |           |                         |       |

Кейрин
| Соревнование | Спортсмены       | Первый раунд | Первый раунд | Утешительный заезд | Утешительный заезд | Второй раунд | Второй раунд | Финал | Итоговое место |
| Соревнование | Спортсмены       | Заезд        | Место        | Заезд              | Место              | Заезд        | Место        | Место | Итоговое место |
| ------------ | ---------------- | ------------ | ------------ | ------------------ | ------------------ | ------------ | ------------ | ----- | -------------- |
| мужчины      | Мэттью Глетцер   |              |              |                    |                    |              |              |       |                |
| мужчины      | Патрик Констейбл |              |              |                    |                    |              |              |       |                |
| женщины      | Анна Мирс        |              |              |                    |                    |              |              |       |                |
| женщины      | Стефани Мортон   |              |              |                    |                    |              |              |       |                |

Омниум
| Соревнование | Спортсмены       | Круг с хода | Круг с хода | Гонка по очкам | Гонка по очкам | Гонка с выбыванием | Гонка преследования | Гонка преследования | Скретч | Гит с места | Гит с места | Сумма очков | Итоговое место |
| Соревнование | Спортсмены       | Время       | Место       | Очки           | Место          | Место              | Время               | Место               | Место  | Время       | Место       | Сумма очков | Итоговое место |
| ------------ | ---------------- | ----------- | ----------- | -------------- | -------------- | ------------------ | ------------------- | ------------------- | ------ | ----------- | ----------- | ----------- | -------------- |
| мужчины      | Гленн О’Ши       |             |             |                |                |                    |                     |                     |        |             |             |             |                |
| женщины      | Аннетт Эдмондсон |             |             |                |                |                    |                     |                     |        |             |             |             |                |

#### Маунтинбайк
Мужчины
| Соревнование | Спортсмены        | Время | Место | Отставание |
| ------------ | ----------------- | ----- | ----- | ---------- |
| кросс-кантри | Скотт Боуден      |       |       |            |
| кросс-кантри | Дэниел Макконнелл |       |       |            |

Женщины
| Соревнование | Спортсмены        | Время | Место | Отставание |
| ------------ | ----------------- | ----- | ----- | ---------- |
| кросс-кантри | Ребекка Хендерсон |       |       |            |

#### BMX
Мужчины
| Соревнование | Спортсмены   | Квалификация | Квалификация | 1\4 финала | 1\4 финала  | 1\4 финала  | 1\4 финала  | 1\4 финала  | 1\4 финала  | 1\4 финала | 1\4 финала | 1\2 финала | 1\2 финала  | 1\2 финала  | 1\2 финала  | 1\2 финала | 1\2 финала | Финал | Финал | Место |
| Соревнование | Спортсмены   | Время        | Место        | Заезд      | 1 гонка     | 2 гонка     | 3 гонка     | 4 гонка     | 5 гонка     | Всего      | Место      | Заезд      | 1 гонка     | 2 гонка     | 3 гонка     | Всего      | Место      | Финал | Финал | Место |
| Соревнование | Спортсмены   | Время        | Место        | Заезд      | Время Место | Время Место | Время Место | Время Место | Время Место | Всего      | Место      | Заезд      | Время Место | Время Место | Время Место | Всего      | Место      | Время | Место | Место |
| ------------ | ------------ | ------------ | ------------ | ---------- | ----------- | ----------- | ----------- | ----------- | ----------- | ---------- | ---------- | ---------- | ----------- | ----------- | ----------- | ---------- | ---------- | ----- | ----- | ----- |
| BMX          | Энтони Дин   |              |              |            |             |             |             |             |             |            |            |            |             |             |             |            |            |       |       |       |
| BMX          | Боди Тёрнер  |              |              |            |             |             |             |             |             |            |            |            |             |             |             |            |            |       |       |       |
| BMX          | Сэм Уиллоуби |              |              |            |             |             |             |             |             |            |            |            |             |             |             |            |            |       |       |       |

Женщины
| Соревнование | Спортсмены       | Квалификация | Квалификация | 1\2 финала | 1\2 финала  | 1\2 финала  | 1\2 финала  | 1\2 финала | 1\2 финала | Финал | Финал | Место |
| Соревнование | Спортсмены       | Время        | Место        | Заезд      | 1 гонка     | 2 гонка     | 3 гонка     | Всего      | Место      | Финал | Финал | Место |
| Соревнование | Спортсмены       | Время        | Место        | Заезд      | Время Место | Время Место | Время Место | Всего      | Место      | Время | Место | Место |
| ------------ | ---------------- | ------------ | ------------ | ---------- | ----------- | ----------- | ----------- | ---------- | ---------- | ----- | ----- | ----- |
| BMX          | Каролин Бьюкенен |              |              |            |             |             |             |            |            |       |       |       |
| BMX          | Лорен Рейнольдс  |              |              |            |             |             |             |            |            |       |       |       |

### Водные виды спорта

#### Водное поло

##### Мужчины
Мужская сборная Австралии квалифицировалась на Игры по квоте Океании. Австралийские ватерполисты в 16-й раз принимают участие в летних Олимпийских играх. Наилучшим результатом является 5-е место, завоёванное на Играх 1984 и 1992 годов.
Состав
| Номер                  | Имя     | Дата рождения | Рост, см | Вес, кг | Клуб    | Игры    | Голы    |
| Вратари                | Вратари | Вратари       | Вратари  | Вратари | Вратари | Вратари | Вратари |
| ---------------------- | ------- | ------------- | -------- | ------- | ------- | ------- | ------- |
| 1                      |         |               |          |         |         |         |         |
| 13                     |         |               |          |         |         |         |         |
| Защитники              |         |               |          |         |         |         |         |
|                        |         |               |          |         |         |         |         |
| Подвижные нападающие   |         |               |          |         |         |         |         |
|                        |         |               |          |         |         |         |         |
| Центральные нападающие |         |               |          |         |         |         |         |
|                        |         |               |          |         |         |         |         |

| Имя           | Гражданство | Дата рождения |
| ------------- | ----------- | ------------- |
| Элвис Фатович | Хорватия    | 08.05.1971    |

Результаты
Групповой этап (Группа A)
| Место | Команда   | И | В | Н | П | ГЗ | ГП | +/- | Очки |
| ----- | --------- | - | - | - | - | -- | -- | --- | ---- |
| 1     | Венгрия   | 5 | 2 | 3 | 0 | 57 | 43 | +14 | 7    |
| 2     | Греция    | 5 | 2 | 2 | 1 | 41 | 40 | +1  | 6    |
| 3     | Бразилия  | 5 | 3 | 0 | 2 | 40 | 39 | +1  | 6    |
| 4     | Сербия    | 5 | 2 | 2 | 1 | 49 | 44 | +5  | 6    |
| 5     | Австралия | 5 | 2 | 1 | 2 | 44 | 40 | +4  | 5    |
| 6     | Япония    | 5 | 0 | 0 | 5 | 36 | 61 | -25 | 0    |

| 6 августа 2016 20:50 UTC-3 | Протокол | Бразилия                              | 8:7  | Австралия                        | Водный центр имени Марии Ленк Судьи: Филиппо Гомес Чеви Буш |
| 6 августа 2016 20:50 UTC-3 | Протокол | Счёт по четвертям: 3:2, 2:1, 2:2, 1:2 |      |                                  | Водный центр имени Марии Ленк Судьи: Филиппо Гомес Чеви Буш |
| 6 августа 2016 20:50 UTC-3 | Протокол | Адриан Башес — 3                      | Голы | 2 — Ричи Кэмпбелл, Джон Коттерил | Водный центр имени Марии Ленк Судьи: Филиппо Гомес Чеви Буш |

| 8 августа 2016 13:00 UTC-3 | Протокол | Венгрия                                    | 9:9  | Австралия         | Водный центр имени Марии Ленк Судьи: Борис Маргета Филиппо Гомес |
| 8 августа 2016 13:00 UTC-3 | Протокол | Счёт по четвертям: 4:3, 2:2, 1:3, 2:1      |      |                   | Водный центр имени Марии Ленк Судьи: Борис Маргета Филиппо Гомес |
| 8 августа 2016 13:00 UTC-3 | Протокол | Мартон Вамош, Денеш Варга, Балаж Харай — 2 | Голы | 4 — Ричи Кэмпбелл | Водный центр имени Марии Ленк Судьи: Борис Маргета Филиппо Гомес |

| 10 августа 2016 09:00 UTC-3 | Протокол | Австралия                             | 8:6  | Япония                       | Водный центр имени Марии Ленк Судьи: Шеви Бух Джозеф Пейла |
| 10 августа 2016 09:00 UTC-3 | Протокол | Счёт по четвертям: 1:2, 2:1, 3:2, 2:1 |      |                              | Водный центр имени Марии Ленк Судьи: Шеви Бух Джозеф Пейла |
| 10 августа 2016 09:00 UTC-3 | Протокол | Джо Кайз — 4                          | Голы | 2 — Кодзи Такэй, Кэйго Окава | Водный центр имени Марии Ленк Судьи: Шеви Бух Джозеф Пейла |

| 12 августа 2016 | Австралия | ' | Сербия | Водный центр имени Марии Ленк |

| 14 августа 2016 | Австралия | ' | Греция | Олимпийский водный центр |

Итог:

##### Женщины
Женская сборная Австралии квалифицировалась на Игры по квоте Океании. Австралийки, пробившись на Игры в Рио-де-Жанейро, остались одной из двух команд (наряду со сборной России), которые принимали участие во всех олимпийских турнирах, начиная с 2000 года, когда женское водное поло было включено в программу соревнований.. Своего наилучшего результата сборная Австралии добилась в 2000 году, завоевав золото Олимпийских игр.
Состав
| Номер                  | Имя                 | Дата рождения   | Рост, см | Вес, кг | Клуб                   | Игры    | Голы    |
| Вратари                | Вратари             | Вратари         | Вратари  | Вратари | Вратари                | Вратари | Вратари |
| ---------------------- | ------------------- | --------------- | -------- | ------- | ---------------------- | ------- | ------- |
| 1                      | Ли Яницас           | 15 марта 1989   | 172      | 78      | Сиднейский университет |         |         |
| 13                     | Келси Уэйкфилд      | 1 июня 1991     | 178      | 64      | Квинсленд Брейкерс     |         |         |
| Защитники              |                     |                 |          |         |                        |         |         |
| 3                      | Ханна Баклинг       | 3 июня 1992     | 177      | 75      | Сиднейский университет |         |         |
| 7                      | Роуи Уэбстер        | 27 декабря 1987 | 178      | 64      | Викториан Тайгерс      |         |         |
| 8                      | Гленкора Макги      | 8 августа 1988  | 178      | 68      | Фримантл Марлинс       |         |         |
| Подвижные нападающие   |                     |                 |          |         |                        |         |         |
| 5                      | Кейша Гофферс       | 16 марта 1990   | 176      | 64      | Сиднейский университет |         |         |
| 9                      | Зои Арансини        | 14 июля 1991    | 170      | 70      | Фримантл Марлинс       |         |         |
| 11                     | Изобель Бишоп       | 8 сентября 1991 | 180      | 69      | Сиднейский университет |         |         |
| 12                     | Никола Загами       | 11 августа 1990 | 174      | 72      | Кроналла Шаркс         |         |         |
| Центральные нападающие |                     |                 |          |         |                        |         |         |
| 2                      | Джемма Бидсуорт     | 17 июля 1987    | 180      | 78      | Фримантл Марлинс       |         |         |
| 4                      | Ханна Линкольн-Смит | 26 марта 1988   | 183      | 82      | Кроналла Шаркс         |         |         |
| 6                      | Бронуэн Нокс        | 16 апреля 1986  | 182      | 88      | Викториан Тайгерс      |         |         |
| 10                     | Эшли Сазерн         | 22 октября 1992 | 188      | 82      | Брисбен Барракудас     |         |         |

| Имя               | Гражданство | Дата рождения   |
| ----------------- | ----------- | --------------- |
| Грегори Макфадден | Австралия   | 28 августа 1964 |

Результаты
Групповой этап (Группа A)
| Место | Команда   | И | В | Н | П | ГЗ | ГП | +/- | Очки |
| ----- | --------- | - | - | - | - | -- | -- | --- | ---- |
| 1     | Италия    | 3 | 3 | 0 | 0 | 27 | 13 | +12 | 6    |
| 2     | Австралия | 3 | 2 | 0 | 1 | 31 | 15 | +16 | 4    |
| 3     | Россия    | 3 | 1 | 0 | 2 | 23 | 31 | -8  | 2    |
| 4     | Бразилия  | 3 | 0 | 0 | 3 | 13 | 33 | -20 | 0    |

| 9 августа 2016 13:00 UTC-3 | Протокол | Россия                                | 4:14 | Австралия        | Водный центр имени Марии Ленк Судьи: Мари-Клод Деслире Адриан Александреску |
| 9 августа 2016 13:00 UTC-3 | Протокол | Счёт по четвертям: 0:3, 1:5, 3:2, 0:4 |      |                  | Водный центр имени Марии Ленк Судьи: Мари-Клод Деслире Адриан Александреску |
| 9 августа 2016 13:00 UTC-3 | Протокол | Екатерина Прокофьева — 2              | Голы | 4 — Эшли Саутерн | Водный центр имени Марии Ленк Судьи: Мари-Клод Деслире Адриан Александреску |

| 11 августа 2016 | Австралия | ' | Италия | Водный центр имени Марии Ленк |

| 13 августа 2016 | Австралия | ' | Бразилия | Водный центр имени Марии Ленк |

1/4 финала
| 15 августа 2016 | Австралия | ' | ' | Олимпийский водный центр |

Итог:

#### Плавание
В следующий раунд на каждой дистанции проходят спортсмены, показавшие лучший результат, независимо от места, занятого в своём заплыве.
Мужчины
| Дистанция                        | Спортсмены                                                          | Предварительный раунд | Предварительный раунд | Предварительный раунд | Полуфинал                                                    | Полуфинал                                                    | Полуфинал                                                    | Финал                | Финал                |
| Дистанция                        | Спортсмены                                                          | Заплыв                | Результат             | Место                 | Заплыв                                                       | Результат                                                    | Место                                                        | Результат            | Место                |
| -------------------------------- | ------------------------------------------------------------------- | --------------------- | --------------------- | --------------------- | ------------------------------------------------------------ | ------------------------------------------------------------ | ------------------------------------------------------------ | -------------------- | -------------------- |
| 50 метров вольным стилем         | Камерон Макэвой                                                     |                       |                       |                       |                                                              |                                                              |                                                              |                      |                      |
| 50 метров вольным стилем         | Мэттью Эбуд                                                         |                       |                       |                       |                                                              |                                                              |                                                              |                      |                      |
| 100 метров вольным стилем        | Кайл Чалмерс                                                        | 7                     | 47,90                 | 1 Q                   | 2                                                            | 47,88                                                        | 2 Q                                                          |                      |                      |
| 100 метров вольным стилем        | Камерон Макэвой                                                     | 8                     | 48,12                 | 4 Q                   | 1                                                            | 47,93                                                        | 3 Q                                                          |                      |                      |
| 200 метров вольным стилем        | Томас Фрейзер-Холмс                                                 | 5                     | 1:46,49               | 9 Q                   | 2                                                            | 1:46,24                                                      | 9                                                            | завершил выступление | завершил выступление |
| 200 метров вольным стилем        | Дэвид Маккеон                                                       | 5                     | 1:48,38               | 30                    | завершил выступление                                         | завершил выступление                                         | завершил выступление                                         | завершил выступление | завершил выступление |
| 400 метров вольным стилем        | Мак Хортон                                                          | 7                     | 3:43,84               | 2 Q                   | не проводится                                                | не проводится                                                | не проводится                                                | 3:41,55              | 1                    |
| 400 метров вольным стилем        | Дэвид Маккеон                                                       | 7                     | 3:44,68               | 5 Q                   | не проводится                                                | не проводится                                                | не проводится                                                | 3:45,28              | 7                    |
| 1500 метров вольным стилем       | Джейк Маклафлин                                                     |                       |                       |                       | не проводится                                                | не проводится                                                | не проводится                                                |                      |                      |
| 1500 метров вольным стилем       | Мак Хортон                                                          |                       |                       |                       | не проводится                                                | не проводится                                                | не проводится                                                |                      |                      |
| 100 метров баттерфляем           | Грант Ирвайн                                                        |                       |                       |                       |                                                              |                                                              |                                                              |                      |                      |
| 100 метров баттерфляем           | Дэвид Морган                                                        |                       |                       |                       |                                                              |                                                              |                                                              |                      |                      |
| 200 метров баттерфляем           | Грант Ирвайн                                                        | 3                     | 1:55,64               | 4 Q                   | 1                                                            | 1:56,07                                                      | 9                                                            | завершил выступление | завершил выступление |
| 200 метров баттерфляем           | Дэвид Морган                                                        | 4                     | 1:56,81               | 19                    | завершил выступление                                         | завершил выступление                                         | завершил выступление                                         | завершил выступление | завершил выступление |
| 100 метров на спине              | Митч Ларкин                                                         | 5                     | 53,04                 | 3 Q                   | 2                                                            | 52,70                                                        | 3 Q                                                          | 52,43                | 4                    |
| 100 метров на спине              | Джошуа Бивер                                                        | 5                     | 53,47                 | 7 Q                   | 2                                                            | 53,95                                                        | 13                                                           | завершил выступление | завершил выступление |
| 200 метров на спине              | Митч Ларкин                                                         | 4                     | 1:56,01               | 3 Q                   |                                                              |                                                              |                                                              |                      |                      |
| 200 метров на спине              | Джошуа Бивер                                                        | 4                     | 1:56,65               | 10 Q                  |                                                              |                                                              |                                                              |                      |                      |
| 100 метров брассом               | Джейк Пакард                                                        | 6                     | 59,26                 | 6 Q                   | 1                                                            | 59,48                                                        | 9                                                            | завершил выступление | завершил выступление |
| 100 метров брассом               | Джошуа Палмер                                                       | 3                     | 1:01,13               | 30                    | завершил выступление                                         | завершил выступление                                         | завершил выступление                                         | завершил выступление | завершил выступление |
| 200 метров комплексным плаванием | Трэвис Махоуни                                                      | 2                     | 2:00,18               | 20                    | завершил выступление                                         | завершил выступление                                         | завершил выступление                                         | завершил выступление | завершил выступление |
| 200 метров комплексным плаванием | Томас Фрейзер-Холмс                                                 | 2                     | DNS                   | —                     | завершил выступление                                         | завершил выступление                                         | завершил выступление                                         | завершил выступление | завершил выступление |
| 400 метров комплексным плаванием | Томас Фрейзер-Холмс                                                 | 3                     | 4:12,51               | 6 Q                   | не проводится                                                | не проводится                                                | не проводится                                                | 4:11,90              | 6                    |
| 400 метров комплексным плаванием | Трэвис Махоуни                                                      | 2                     | 4:13,37               | 7 Q                   | не проводится                                                | не проводится                                                | не проводится                                                | 4:15,48              | 7                    |
| Эстафета                         | Предварительный раунд                                               | Предварительный раунд | Предварительный раунд | Предварительный раунд | Финал                                                        | Финал                                                        | Финал                                                        | Финал                | Финал                |
| Эстафета                         | Состав                                                              | Заплыв                | Результат             | Место                 | Состав                                                       | Состав                                                       | Состав                                                       | Результат            | Место                |
| 4×100 метров вольным стилем      | Джеймс Магнуссен Кайл Чалмерс Джеймс Робертс Мэттью Эбуд            | 2                     | 3:12,65               | 3 Q                   | Джеймс Робертс Кайл Чалмерс Джеймс Магнуссен Камерон Макэвой | Джеймс Робертс Кайл Чалмерс Джеймс Магнуссен Камерон Макэвой | Джеймс Робертс Кайл Чалмерс Джеймс Магнуссен Камерон Макэвой | 3:11,37              | 3                    |
| 4×200 метров вольным стилем      | Даниэль Смит Мак Хортон Джейкоб Хенсфорд Томас Фрейзер-Холмс        | 2                     | 7:07,98               | 6 Q                   | Томас Фрейзер-Холмс Дэвид Маккеон Даниэль Смит Мак Хортон    | Томас Фрейзер-Холмс Дэвид Маккеон Даниэль Смит Мак Хортон    | Томас Фрейзер-Холмс Дэвид Маккеон Даниэль Смит Мак Хортон    | 7:04,18              | 4                    |
| 4×100 метров комбинированная     | Митч Ларкин Камерон Макэвой Дэвид Морган Джейк Пакард Джошуа Палмер |                       |                       |                       |                                                              |                                                              |                                                              |                      |                      |

Открытая вода
| Дистанция     | Спортсмены   | Результат | Место | Отставание |
| ------------- | ------------ | --------- | ----- | ---------- |
| 10 километров | Джеррод Пурт | 1:53:40,7 | 21    |            |

Женщины
| Дистанция                        | Спортсмены                                                                                   | Предварительный раунд | Предварительный раунд | Предварительный раунд | Полуфинал                                                                                  | Полуфинал                                                                                  | Полуфинал                                                                                  | Финал                 | Финал                 |
| Дистанция                        | Спортсмены                                                                                   | Заплыв                | Результат             | Место                 | Заплыв                                                                                     | Результат                                                                                  | Место                                                                                      | Результат             | Место                 |
| -------------------------------- | -------------------------------------------------------------------------------------------- | --------------------- | --------------------- | --------------------- | ------------------------------------------------------------------------------------------ | ------------------------------------------------------------------------------------------ | ------------------------------------------------------------------------------------------ | --------------------- | --------------------- |
| 50 метров вольным стилем         | Бронте Кэмпбелл                                                                              |                       |                       |                       |                                                                                            |                                                                                            |                                                                                            |                       |                       |
| 50 метров вольным стилем         | Кейт Кэмпбелл                                                                                |                       |                       |                       |                                                                                            |                                                                                            |                                                                                            |                       |                       |
| 100 метров вольным стилем        | Бронте Кэмпбелл                                                                              | 6                     | 53,71                 | 8 Q                   |                                                                                            |                                                                                            |                                                                                            |                       |                       |
| 100 метров вольным стилем        | Кейт Кэмпбелл                                                                                | 5                     | 52,78                 | 1 Q                   |                                                                                            |                                                                                            |                                                                                            |                       |                       |
| 200 метров вольным стилем        | Эмма Маккеон                                                                                 | 5                     | 1:55,80               | 2 Q                   | 1                                                                                          | 1:56,29                                                                                    | 6 Q                                                                                        | 1:54,92               | 3                     |
| 200 метров вольным стилем        | Бронте Барратт                                                                               | 5                     | 1:56,93               | 10 Q                  | 1                                                                                          | 1:56,63                                                                                    | 8 Q                                                                                        | 1:55,25               | 5                     |
| 400 метров вольным стилем        | Тамсин Кук                                                                                   | 4                     | 4:04,36               | 8 Q                   | не проводится                                                                              | не проводится                                                                              | не проводится                                                                              | 4:05,30               | 6                     |
| 400 метров вольным стилем        | Джессика Эшвуд                                                                               | 3                     | 4:03,58               | 6 Q                   | не проводится                                                                              | не проводится                                                                              | не проводится                                                                              | 4:05,68               | 7                     |
| 800 метров вольным стилем        | Тамсин Кук                                                                                   |                       |                       |                       | не проводится                                                                              | не проводится                                                                              | не проводится                                                                              |                       |                       |
| 800 метров вольным стилем        | Джессика Эшвуд                                                                               |                       |                       |                       | не проводится                                                                              | не проводится                                                                              | не проводится                                                                              |                       |                       |
| 100 метров баттерфляем           | Эмма Маккеон                                                                                 | 5                     | 57,33                 | 8 Q                   | 2                                                                                          | 56,81                                                                                      | 2 Q                                                                                        | 57,05                 | 6                     |
| 100 метров баттерфляем           | Мейделин Гровс                                                                               | 4                     | 58,17                 | 16                    | завершила выступление                                                                      | завершила выступление                                                                      | завершила выступление                                                                      | завершила выступление | завершила выступление |
| 200 метров баттерфляем           | Мейделин Гровс                                                                               | 4                     | 2:07,02               | 5 Q                   | 2                                                                                          | 2:05,66                                                                                    | 1 Q                                                                                        |                       |                       |
| 200 метров баттерфляем           | Брианна Троссел                                                                              | 3                     | 2:07,76               | 10 Q                  | 1                                                                                          | 2:07,19                                                                                    | 7 Q                                                                                        |                       |                       |
| 100 метров на спине              | Эмили Сибом                                                                                  | 5                     | 58,99                 | 2 Q                   | 1                                                                                          | 59,32                                                                                      | 7 Q                                                                                        | 59,19                 | 7                     |
| 100 метров на спине              | Мэдисон Уилсон                                                                               | 3                     | 59,92                 | 8 Q                   | 1                                                                                          | 59,03                                                                                      | 4 Q                                                                                        | 59,23                 | 8                     |
| 200 метров на спине              | Эмили Сибом                                                                                  |                       |                       |                       |                                                                                            |                                                                                            |                                                                                            |                       |                       |
| 200 метров на спине              | Белинда Хокинг                                                                               |                       |                       |                       |                                                                                            |                                                                                            |                                                                                            |                       |                       |
| 100 метров брассом               | Тейлор Маккеон                                                                               | 4                     | 1:06,73               | 8 Q                   | 1                                                                                          | 1:07,12                                                                                    | 11                                                                                         | завершила выступление | завершила выступление |
| 100 метров брассом               | Джорджия Боль                                                                                | 4                     | 1:07,96               | 24                    | завершила выступление                                                                      | завершила выступление                                                                      | завершила выступление                                                                      | завершила выступление | завершила выступление |
| 200 метров брассом               | Тейлор Маккеон                                                                               | 3                     | 2:23,00               | 3 Q                   |                                                                                            |                                                                                            |                                                                                            |                       |                       |
| 200 метров брассом               | Джорджия Боль                                                                                | 3                     | 2:28,24               | 22                    | завершила выступление                                                                      | завершила выступление                                                                      | завершила выступление                                                                      | завершила выступление | завершила выступление |
| 200 метров комплексным плаванием | Алишия Куттс                                                                                 | 3                     | 2:10,52               | 6 Q                   | 1                                                                                          | 2:10,35                                                                                    | 6 Q                                                                                        | 2:10,88               | 5                     |
| 200 метров комплексным плаванием | Котуку Нгавати                                                                               | 4                     | 2:13,05               | 17                    | завершила выступление                                                                      | завершила выступление                                                                      | завершила выступление                                                                      | завершила выступление | завершила выступление |
| 400 метров комплексным плаванием | Керин Макмастер                                                                              | 4                     | 4:37,33               | 10                    | не проводится                                                                              | не проводится                                                                              | не проводится                                                                              | завершила выступление | завершила выступление |
| 400 метров комплексным плаванием | Блэр Эванс                                                                                   | 5                     | 4:38,91               | 16                    | не проводится                                                                              | не проводится                                                                              | не проводится                                                                              | завершила выступление | завершила выступление |
| Эстафета                         | Предварительный раунд                                                                        | Предварительный раунд | Предварительный раунд | Предварительный раунд | Финал                                                                                      | Финал                                                                                      | Финал                                                                                      | Финал                 | Финал                 |
| Эстафета                         | Состав                                                                                       | Заплыв                | Результат             | Место                 | Состав                                                                                     | Состав                                                                                     | Состав                                                                                     | Результат             | Место                 |
| 4×100 метров вольным стилем      | Мэдисон Уилсон (54,11) Бриттани Элмсли (53,22) Бронте Кэмпбелл (53,26) Кейт Кэмпбелл (51,80) | 2                     | 3:32,39               | 1 Q                   | Эмма Маккеон (53,41) Бриттани Элмсли (53,12) Бронте Кэмпбелл (52,15) Кейт Кэмпбелл (51,97) | Эмма Маккеон (53,41) Бриттани Элмсли (53,12) Бронте Кэмпбелл (52,15) Кейт Кэмпбелл (51,97) | Эмма Маккеон (53,41) Бриттани Элмсли (53,12) Бронте Кэмпбелл (52,15) Кейт Кэмпбелл (51,97) | 3:30,65 WR            | 1                     |
| 4×200 метров вольным стилем      | Лиа Нил Бронте Барратт Тамсин Кук Джессика Эшвуд                                             | 1                     | 7:49,24               | 2 Q                   |                                                                                            |                                                                                            |                                                                                            |                       |                       |
| 4×100 метров комбинированная     | Джорджия Боль Бронте Кэмпбелл Кейт Кэмпбелл Тейлор Маккеон Эмма Маккеон Эмили Сибом          |                       |                       |                       |                                                                                            |                                                                                            |                                                                                            |                       |                       |

Открытая вода
| Дистанция     | Спортсмены    | Результат | Место | Отставание |
| ------------- | ------------- | --------- | ----- | ---------- |
| 10 километров | Челси Губецка |           |       |            |

#### Прыжки в воду
Состав австралийской сборной по прыжкам в воду был сформирован по итогам национального олимпийского отбора, который прошёл в мае 2016 года.
Мужчины
| Соревнование      | Спортсмены      | Предварительный раунд | Предварительный раунд | Полуфинал | Полуфинал | Финал     | Финал |
| Соревнование      | Спортсмены      | Результат             | Место                 | Результат | Место     | Результат | Место |
| ----------------- | --------------- | --------------------- | --------------------- | --------- | --------- | --------- | ----- |
| трамплин, 3 метра | Грант Нел       |                       |                       |           |           |           |       |
| трамплин, 3 метра | Кевин Чавес     |                       |                       |           |           |           |       |
| вышка, 10 метров  | Домоник Беджгуд |                       |                       |           |           |           |       |
| вышка, 10 метров  | Джеймс Коннор   |                       |                       |           |           |           |       |

Женщины
В соревнованиях на индивидуальном трамплине Австралию представляли две дебютантки — Эстер Цинь и Мэддисон Кини, занимавшая на начало соревнований 4-е место в мировом рейтинге. Обе спортсменки уверенно пробились в число 12 финалисток. В решающем раунде Цинь после первых трёх прыжков занимала 5-е место, а Кини только 9-е. Но последние два прыжка со сложностью 3,1 и 3,4 Мэддисон смогла выполнить практически безупречно, в то время как Эстер исполнила свои со средним результатом. За 4-й прыжок Кини получила 79,05 баллов, что стало вторым результатом среди всех прыгуний в этой попытке, а заключительный прыжок она выполнила на 81,60 баллов, что стало лучшей суммой заключительной попытки, однако этого хватило только на то, чтобы немного подняться вверх и занять итоговое 5-е место, опередив Цинь, ставшую 6-й, на 5,5 баллов.
| Соревнование                 | Спортсмены                 | Предварительный раунд | Предварительный раунд | Полуфинал     | Полуфинал     | Финал     | Финал |
| Соревнование                 | Спортсмены                 | Результат             | Место                 | Результат     | Место-й       | Результат | Место |
| ---------------------------- | -------------------------- | --------------------- | --------------------- | ------------- | ------------- | --------- | ----- |
| трамплин, 3 метра            | Мэддисон Кини              | 323,35                | 9 Q                   | 326,35        | 4 Q           | 349,65    | 5     |
| трамплин, 3 метра            | Эстер Цинь                 | 347,25                | 5 Q                   | 315,65        | 10 Q          | 344,10    | 6     |
| вышка, 10 метров             | Бриттани Бробен            |                       |                       |               |               |           |       |
| вышка, 10 метров             | Мелисса У                  |                       |                       |               |               |           |       |
| синхронный трамплин, 3 метра | Мэддисон Кини Анабель Смит | Не проводится         | Не проводится         | Не проводится | Не проводится | 299,19    | 3     |

#### Синхронное плавание
По итогам квалификационного раунда в соревнованиях дуэтов в финал проходят 12 сильнейших сборных. В финале синхронистки исполняют только произвольную программу. Итоговая сумма складывается из результатов финальной произвольной программы и баллов, полученных дуэтами за техническую программу, исполненную в квалификационном раунде.
| Соревнование | Спортсмены | Квалификация          | Квалификация          | Квалификация           | Квалификация           | Квалификация  | Квалификация  | Финал                  | Финал                  | Итоговый результат    | Итоговый результат |
| Соревнование | Спортсмены | Техническая программа | Техническая программа | Произвольная программа | Произвольная программа | Всего         | Всего         | Произвольная программа | Произвольная программа | Итоговый результат    | Итоговый результат |
| Соревнование | Спортсмены | Баллы                 | Место                 | Баллы                  | Место                  | Баллы         | Место         | Баллы                  | Место                  | Баллы                 | Место              |
| ------------ | --- | --------------------- | --------------------- | ---------------------- | ---------------------- | ------------- | ------------- | ---------------------- | ---------------------- | --------------------- | ------------------ |
| дуэты        | Никита Пабло Роуз Стэкпоул                                                                                                 | 73,6360               | 24                    | 74,7667                | 24                     | 148,4027      | 24            | Завершили выступление  | Завершили выступление  | Завершили выступление | 24                 |
| группы       | Даниэль Кеттлуэлл Ханна Кросс Никита Пабло Эмили Роджерс Роуз Стэкпоул Эми Томпсон Бьянка Хэмметт Дебора Цай Кристина Шиэн | 74,0667               | 8                     | Не проводится          | Не проводится          | Не проводится | Не проводится | 75,4333                | 8                      | 149,5000              | 8                  |

### Волейбол

#### Пляжный волейбол
Женщины
| Соревнование | Спортсмены                  | Групповой этап                                | Групповой этап                                      | Групповой этап                                       | Групповой этап | 1/8 финала            | Четвертьфинал         | Полуфинал             | Финал                 | Место |
| Соревнование | Спортсмены                  | Соперники Счёт                                | Соперники Счёт                                      | Соперники Счёт                                       | Место          | Соперники Счёт        | Соперники Счёт        | Соперники Счёт        | Соперники Счёт        | Место |
| ------------ | --------------------------- | --------------------------------------------- | --------------------------------------------------- | ---------------------------------------------------- | -------------- | --------------------- | --------------------- | --------------------- | --------------------- | ----- |
| женщины      | Луиза Боуден Талика Клэнси  | Группа F                                      | Группа F                                            | Группа F                                             | Группа F       |                       |                       |                       |                       |       |
| женщины      | Луиза Боуден Талика Клэнси  | CRCН. Альфаро / К. Шарлес В 21:15, 21:14      | VENН. Агудо / О. Пасо В 21:9, 21:14                 | NEDМ. Меппелинк / М. ван Ирсел В 27:25, 18:21, 16:14 | 1 Q            |                       |                       |                       |                       |       |
| женщины      | Мария Фе Артачо Николь Лэрд | Группа C                                      | Группа C                                            | Группа C                                             | Группа C       | завершили выступление | завершили выступление | завершили выступление | завершили выступление | 19    |
| женщины      | Мария Фе Артачо Николь Лэрд | USAЭ. Росс / К. Уолш Дженнингс П 14:21, 13:21 | SUIИ. Форрер / А. Верже-Депре П 21:19, 16:21, 19:21 | CHNВан Фань / Юань Юэ П 16:21, 11:21                 | 4              | завершили выступление | завершили выступление | завершили выступление | завершили выступление | 19    |

### Гимнастика

#### Спортивная гимнастика
В квалификационном раунде проходил отбор, как в финал командного многоборья, так и в финалы личных дисциплин. В финал индивидуального многоборья отбиралось 24 спортсмена с наивысшими результатами, а в финалы отдельных упражнений по 8 спортсменов, причём в финале личных дисциплин страна не могла быть представлена более, чем 2 спортсменами. В командном многоборье в квалификации на каждом снаряде выступали по 4 спортсмена, а в зачёт шли три лучших результата. В финале командных соревнований на каждом снаряде выступало по три спортсмена и все три результата шли в зачёт.
Женщины
Индивидуальные упражнения
| Соревнование        | Спортсмены     | Квалификация | Квалификация | Финал                 | Финал                 |
| Соревнование        | Спортсмены     | Очки         | Место        | Очки                  | Место                 |
| ------------------- | -------------- | ------------ | ------------ | --------------------- | --------------------- |
| разновысокие брусья | Ларисса Миллер | 14,533       | 30           | Завершила выступление | Завершила выступление |
| вольные упражнения  | Ларисса Миллер | 12,733       | 67           | Завершила выступление | Завершила выступление |

#### Художественная гимнастика
Женщины
| Соревнование              | Спортсмены    | Квалификация | Квалификация | Финал                 | Финал                 |
| Соревнование              | Спортсмены    | Очки         | Место        | Очки                  | Место                 |
| ------------------------- | ------------- | ------------ | ------------ | --------------------- | --------------------- |
| индивидуальное многоборье | Даниэль Принс | 61,016       | 25           | Завершила выступление | Завершила выступление |

#### Прыжки на батуте
Мужчины
| Соревнование      | Спортсмены  | Квалификация | Квалификация | Финал | Финал |
| Соревнование      | Спортсмены  | Очки         | Место        | Очки  | Место |
| ----------------- | ----------- | ------------ | ------------ | ----- | ----- |
| личное первенство | Блэйк Годри |              |              |       |       |

### Гольф
Последний раз соревнования по гольфу в рамках Олимпийских игр проводились в 1904 году. В Рио-де-Жанейро турнир гольфистов прошёл на 18-луночном поле, со счётом 71 пар. Каждый участник прошёл все 18 лунок по 4 раза.
Мужчины
В мужском турнире Австралию представляли 81-й номер мирового рейтинга Скотт Хенд и 86-й Маркус Фрейзер. После первого раунда Фрейзер вырвался на первое место, пройдя поле за 63 удара, при этом опережая ближайших преследователей на три очка. После окончания второго раунда соревнований Маркус смог сохранить лидирующую позицию, но от второго места, которое занимал бельгиец Томас Питерс, его отделяло уже всего одно очко. Заключительные два раунда сложились для Фрейзера неудачно. Оба раза австралиец завершал серию с результатом +1 выше пар (72 удара), что отбросило его по итогам всего олимпийского турнира на 5-е место. От победителя британца Джастина Роуза Фрейзер отстал на 8 ударов.
| Соревнование | Спортсмены     | Первый раунд | Первый раунд | Второй раунд | Второй раунд | Третий раунд | Третий раунд | Четвёртый раунд | Четвёртый раунд | Итоговый результат | Итоговое место |
| Соревнование | Спортсмены     | Очки         | Место        | Очки         | Место        | Очки         | Место        | Очки            | Место           | Итоговый результат | Итоговое место |
| ------------ | -------------- | ------------ | ------------ | ------------ | ------------ | ------------ | ------------ | --------------- | --------------- | ------------------ | -------------- |
| мужчины      | Маркус Фрейзер | 63 (-8)      | 1            | 69 (-2)      | 12           | 72 (+1)      | 35           | 72 (+1)         | 45              | 276 (-8)           | 5              |
| мужчины      | Скотт Хенд     |              |              |              |              |              |              |                 |                 |                    |                |

Женщины
| Соревнование | Спортсмены | Первый раунд | Первый раунд | Второй раунд | Второй раунд | Третий раунд | Третий раунд | Четвёртый раунд | Четвёртый раунд | Итоговый результат | Итоговое место |
| Соревнование | Спортсмены | Очки         | Место        | Очки         | Место        | Очки         | Место        | Очки            | Место           | Итоговый результат | Итоговое место |
| ------------ | ---------- | ------------ | ------------ | ------------ | ------------ | ------------ | ------------ | --------------- | --------------- | ------------------ | -------------- |
| женщины      | Минджи Ли  |              |              |              |              |              |              |                 |                 |                    |                |
| женщины      | Су Хюн Ох  |              |              |              |              |              |              |                 |                 |                    |                |

### Гребля на байдарках и каноэ

#### Гребля на гладкой воде
Соревнования по гребле на байдарках и каноэ на гладкой воде проходят в лагуне Родригу-ди-Фрейташ, которая находится на территории города Рио-де-Жанейро. В каждой дисциплине соревнования проходят в три этапа: предварительный раунд, полуфинал и финал.
Мужчины
| Соревнование                   | Спортсмены                                            | Предварительный раунд | Предварительный раунд | Предварительный раунд | Полуфинал | Полуфинал | Полуфинал | Финал | Финал | Итоговое место |
| Соревнование                   | Спортсмены                                            | Заплыв                | Время                 | Место                 | Заплыв    | Время     | Место     | Время | Место | Итоговое место |
| ------------------------------ | ----------------------------------------------------- | --------------------- | --------------------- | --------------------- | --------- | --------- | --------- | ----- | ----- | -------------- |
| байдарки-одиночки, 200 метров  | Стивен Бёрд                                           |                       |                       |                       |           |           |           |       |       |                |
| байдарки-одиночки, 1000 метров | Мюррей Стюарт                                         |                       |                       |                       |           |           |           |       |       |                |
| байдарки-двойки, 200 метров    | Джордан Вуд Дэниэл Боукер                             |                       |                       |                       |           |           |           |       |       |                |
| байдарки-двойки, 1000 метров   | Кен Уоллес Лаклан Тейм                                |                       |                       |                       |           |           |           |       |       |                |
| байдарки-четвёрки, 1000 метров | Кен Уоллес Райли Фитцсиммонс Джейкоб Клир Джордан Вуд |                       |                       |                       |           |           |           |       |       |                |
| каноэ-одиночки, 200 метров     | Ференц Сексарди                                       |                       |                       |                       |           |           |           |       |       |                |
| каноэ-одиночки, 1000 метров    | Мартин Маринов                                        |                       |                       |                       |           |           |           |       |       |                |
| каноэ-двойки, 1000 метров      | Мартин Маринов Ференц Сексарди                        |                       |                       |                       |           |           |           |       |       |                |

Женщины
| Соревнование                  | Спортсмены               | Предварительный раунд | Предварительный раунд | Предварительный раунд | Полуфинал | Полуфинал | Полуфинал | Финал | Финал | Итоговое место |
| Соревнование                  | Спортсмены               | Заплыв                | Время                 | Место                 | Заплыв    | Время     | Место     | Время | Место | Итоговое место |
| ----------------------------- | ------------------------ | --------------------- | --------------------- | --------------------- | --------- | --------- | --------- | ----- | ----- | -------------- |
| байдарки-одиночки, 500 метров | Наоми Флуд               |                       |                       |                       |           |           |           |       |       |                |
| байдарки-двойки, 500 метров   | Элис Барнетт Алисса Булл |                       |                       |                       |           |           |           |       |       |                |

#### Гребной слалом
Квалификационный раунд проходил в две попытки. Результат в каждой попытке складывался из времени, затраченного на прохождение трассы и суммы штрафных очков, которые спортсмен получал за неправильное прохождение ворот. Одно штрафное очко равнялось одной секунде. Из 2 попыток выбирался лучший результат, по результатам которого, выявлялись спортсмены с наименьшим количеством очков, которые проходили в следующий раунд. В полуфинале гребцы выполняли по одной попытки. В финал проходили спортсмены с наименьшим результатом.
Мужчины
| Соревнование      | Спортсмены     | Предварительный этап | Предварительный этап | Предварительный этап | Предварительный этап | Предварительный этап | Предварительный этап | Предварительный этап | Полуфинал            | Полуфинал            | Полуфинал            | Полуфинал            | Финал                | Финал                | Финал                | Финал                |
| Соревнование      | Спортсмены     | 1 попытка            | 1 попытка            | 1 попытка            | 2 попытка            | 2 попытка            | 2 попытка            | Место                | Полуфинал            | Полуфинал            | Полуфинал            | Полуфинал            | Финал                | Финал                | Финал                | Финал                |
| Соревнование      | Спортсмены     | Время                | Штраф                | Итог                 | Время                | Штраф                | Итог                 | Место                | Время                | Штраф                | Итог                 | Место                | Время                | Штраф                | Итог                 | Место                |
| ----------------- | -------------- | -------------------- | -------------------- | -------------------- | -------------------- | -------------------- | -------------------- | -------------------- | -------------------- | -------------------- | -------------------- | -------------------- | -------------------- | -------------------- | -------------------- | -------------------- |
| байдарки-одиночки | Люсьен Дельфур | 92,30                | 2                    | 94,30                | 88,72                | 50                   | 138,72               | 17                   | завершил выступление | завершил выступление | завершил выступление | завершил выступление | завершил выступление | завершил выступление | завершил выступление | завершил выступление |
| каноэ-одиночки    | Иэн Борроуз    | 97,40                | 0                    | 97,40                | 99,77                | 52                   | 151,77               | 9 Q                  | 101,32               | 0                    | 101,32               | 11                   | завершил выступление | завершил выступление | завершил выступление | завершил выступление |

Женщины
| Соревнование      | Спортсмены    | Предварительный этап | Предварительный этап | Предварительный этап | Предварительный этап | Предварительный этап | Предварительный этап | Предварительный этап | Полуфинал | Полуфинал | Полуфинал | Полуфинал | Финал | Финал | Финал | Финал |
| Соревнование      | Спортсмены    | 1 попытка            | 1 попытка            | 1 попытка            | 2 попытка            | 2 попытка            | 2 попытка            | Место                | Полуфинал | Полуфинал | Полуфинал | Полуфинал | Финал | Финал | Финал | Финал |
| Соревнование      | Спортсмены    | Время                | Штраф                | Итог                 | Время                | Штраф                | Итог                 | Место                | Время     | Штраф     | Итог      | Место     | Время | Штраф | Итог  | Место |
| ----------------- | ------------- | -------------------- | -------------------- | -------------------- | -------------------- | -------------------- | -------------------- | -------------------- | --------- | --------- | --------- | --------- | ----- | ----- | ----- | ----- |
| байдарки-одиночки | Джессика Фокс | 105,88               | 2                    | 107,88               | 97,51                | 2                    | 99,51                | 2 Q                  |           |           |           |           |       |       |       |       |

### Дзюдо
Соревнования по дзюдо проводились по системе с выбыванием. В утешительные раунды попадали спортсмены, проигравшие полуфиналистам турнира. Два спортсмена, одержавших победу в утешительном раунде, в поединке за бронзу сражались с дзюдоистами, проигравшими в полуфинале.
Мужчины
| Категория | Спортсмены    | 1/32 финала        | 1/16 финала              | 1/8 финала              | Четвертьфинал        | Полуфинал            | Финал                | Место |
| Категория | Спортсмены    | Соперник Результат | Соперник Результат       | Соперник Результат      | Соперник Результат   | Соперник Результат   | Соперник Результат   | Место |
| --------- | ------------- | ------------------ | ------------------------ | ----------------------- | -------------------- | -------------------- | -------------------- | ----- |
| до 60 кг  | Джошуа Кац    | не участвовал      | UZBД. Урозбоев П 000:100 | завершил выступление    | завершил выступление | завершил выступление | завершил выступление | 17    |
| до 66 кг  | Нейтан Кац    | не участвовал      | MARИ. Бассу П 000:001    | завершил выступление    | завершил выступление | завершил выступление | завершил выступление | 17    |
| до 73 кг  | Джейк Бенстед | не участвовал      | TANЭ.Т. Млугу В 100:000  | AZEР. Оруджев П 000:100 | завершил выступление | завершил выступление | завершил выступление | 9     |
| до 81 кг  | Оуэн Кофлен   | не участвовал      | KORЛи Сын Су П 000:100   | завершил выступление    | завершил выступление | завершил выступление | завершил выступление | 17    |

Женщины
| Категория | Спортсмены        | 1/16 финала            | 1/8 финала             | Четвертьфинал         | Полуфинал             | Финал                 | Место |
| Категория | Спортсмены        | Соперник Результат     | Соперник Результат     | Соперник Результат    | Соперник Результат    | Соперник Результат    | Место |
| --------- | ----------------- | ---------------------- | ---------------------- | --------------------- | --------------------- | --------------------- | ----- |
| до 48 кг  | Хлоэ Райнер       | FRAЛ. Пайе П 000:101   | завершила выступление  | завершила выступление | завершила выступление | завершила выступление | 17    |
| до 63 кг  | Катарина Хекер    | ANDЛ. Сальес В 100:000 | JPNМ. Тасиро П 000:111 | завершила выступление | завершила выступление | завершила выступление | 9     |
| до 78 кг  | Миранда Джамбелли |                        |                        |                       |                       |                       |       |

### Конный спорт
Выездка
Соревнования по выездке включали в себе три теста высшего уровня сложности по системе Международной федерации конного спорта (FEI): Большой Приз (англ. Grand Prix), Переездка Большого Приза (англ. Grand Prix Special) и КЮР Большого приза (англ. Grand Prix Freestyle). Итоговая оценка в каждом из тестов рассчитывалась, как среднее арифметическое значение оценок семи судей. В командный зачёт шли результаты Большого Приза и Переездки Большого Приза, а итоговая оценка рассчитывалась, как среднее значение оценок за два теста.
| Соревнование      | Спортсмены                                       | Большой Приз                       | Большой Приз | Переездка Большого Приза | Переездка Большого Приза | КЮР Большого Приза    | КЮР Большого Приза    | Всего     | Всего |
| Соревнование      | Спортсмены                                       | Результат                          | Место        | Результат                | Место                    | Результат             | Место                 | Результат | Место |
| ----------------- | ------------------------------------------------ | ---------------------------------- | ------------ | ------------------------ | ------------------------ | --------------------- | --------------------- | --------- | ----- |
| личная выездка    | Линдал Оутли лошадь — Sandro Boy                 | 70,186                             | 36           | завершила выступление    | завершила выступление    | завершила выступление | завершила выступление |           |       |
| личная выездка    | Мэри Ханна лошадь — Boogie Woogie                | 69,643                             | 39           | завершила выступление    | завершила выступление    | завершила выступление | завершила выступление |           |       |
| личная выездка    | Кристи Оутли лошадь — Du Soleil                  | 68,900                             | 42           | завершила выступление    | завершила выступление    | завершила выступление | завершила выступление |           |       |
| личная выездка    | Сьюзан Херн лошадь — Remmington                  | 65,343                             | 54           | завершила выступление    | завершила выступление    | завершила выступление | завершила выступление |           |       |
| командная выездка | Линдал Оутли Мэри Ханна Кристи Оутли Сьюзан Хирн | 69,576 70,186 69,643 68,900 65,343 | 9            | завершили выступление    | завершили выступление    | не проводится         | не проводится         |           |       |

Троеборье
Троеборье состоит из манежной езды, полевых испытаний и конкура. В выездке оценивается степень контроля всадника над лошадью и способность выполнить обязательные элементы выступления. Также при выступлении оценивается внешний вид лошади и всадника. Жюри выставляет, как положительные оценки за удачно выполненные упражнения, так и штрафные баллы за различного рода ошибки. После окончания выступления по специальной формуле вычисляется количество штрафных очков. Соревнования по кроссу требуют от лошади и её наездника высокой степени физической подготовленности и выносливости. Дистанция для кросса достаточно протяжённая и имеет множество препятствий различного типа. Штрафные очки во время кросса начисляются за сбитые препятствия, за превышение лимита времени и за опасную езду. В конкуре за каждое сбитое препятствие спортсмену начисляются 4 штрафных балла, а за превышение лимита времени 1 штрафное очко (за каждую каждую, сверх нормы времени, начатую секунду).
| Соревнование        | Спортсмены                                           | Выездка | Кросс  | Кросс | Конкур               | Конкур               | Финальный конкур     | Финальный конкур     | Всего                | Всего                |                      |                      |
| Соревнование        | Спортсмены                                           | Штраф   | Штраф  | Штраф | Штраф                | Штраф                | Штраф                | Штраф                | Всего                | Всего                |                      |                      |
| Соревнование        | Спортсмены                                           | Баллы   | Прыжки | Время | Прыжки               | Время                | Прыжки               | Время                | Результат            | Место                |                      |                      |
| ------------------- | ---------------------------------------------------- | ------- | ------ | ----- | -------------------- | -------------------- | -------------------- | -------------------- | -------------------- | -------------------- | -------------------- | -------------------- |
| личное троеборье    | Сэм Гриффитс лошадь — Paulank Brockagh               | 46,30   | 0,00   | 6,80  | 0                    | 0,00                 | 0                    | 0,00                 | 53,10                | 4                    |                      |                      |
| личное троеборье    | Кристофер Бёртон лошадь — Santano II                 | 37,60   | 0,00   | 0,00  | 8                    | 0,00                 | 8                    | 0,00                 | 53,60                | 5                    |                      |                      |
| личное троеборье    | Стюарт Тинни лошадь — Pluto Mio                      | 56,80   | 0,00   | 2,80  | 16                   | 1,00                 | 8                    | 0,00                 | 84,60                | 22                   |                      |                      |
| личное троеборье    | Шейн Роуз лошадь — CP Qualified                      | 42,50   | DSQ    | DSQ   | завершил выступление | завершил выступление | завершил выступление | завершил выступление | завершил выступление | завершил выступление | завершил выступление | завершил выступление |
| командное троеборье | Кристофер Бёртон Сэм Гриффитс Шейн Роуз Стюарт Тинни | 126,40  | 9,60   | 9,60  | 25,00                | 25,00                | не проводится        | не проводится        | 175,30               | 3                    |                      |                      |

Конкур
В каждом из раундов спортсменам необходимо было пройти дистанцию с разным количеством препятствий и разным лимитом времени. За каждое сбитое препятствие спортсмену начислялось 4 штрафных балла, за превышение лимита времени 1 штрафное очко (за каждые 5 секунд). В финал личного первенства могло пройти только три спортсмена от одной страны. Командный конкур проводился в рамках второго и третьего раунда индивидуальной квалификации. В зачёт командных соревнований шли три лучших результата, показанные спортсменами во время личного первенства. Если спортсмен выбывал из индивидуальных соревнований после первого или второго раундов, то он всё равно продолжал свои выступления, но результаты при этом шли только в командный зачёт.
| Соревнование     | Спортсмены                                                               | Квалификация  | Квалификация  | Квалификация | Квалификация | Квалификация | Квалификация | Квалификация | Квалификация | Финал         | Финал         | Финал         | Финал         | Финал         | Итоговое место |
| Соревнование     | Спортсмены                                                               | 1 раунд       | 1 раунд       | 2 раунд      | Всего        | Всего        | 3 раунд      | Всего        | Всего        | Финал A       | Финал A       | Финал B       | Всего         | Всего         | Итоговое место |
| Соревнование     | Спортсмены                                                               | Штраф         | Место         | Штраф        | Штраф        | Место        | Штраф        | Штраф        | Место        | Штраф         | Место         | Штраф         | Штраф         | Место         | Итоговое место |
| ---------------- | ------------------------------------------------------------------------ | ------------- | ------------- | ------------ | ------------ | ------------ | ------------ | ------------ | ------------ | ------------- | ------------- | ------------- | ------------- | ------------- | -------------- |
| личный конкур    | Скотт Кич лошадь — Fedor                                                 |               |               |              |              |              |              |              |              |               |               |               |               |               |                |
| личный конкур    | Эдвина Топс-Александер лошадь — Caretina de Joter                        |               |               |              |              |              |              |              |              |               |               |               |               |               |                |
| личный конкур    | Мэттью Уильямс лошадь — Valinski                                         |               |               |              |              |              |              |              |              |               |               |               |               |               |                |
| личный конкур    | Джеймс Патерсон-Робинсон лошадь — Amarillo                               |               |               |              |              |              |              |              |              |               |               |               |               |               |                |
| командный конкур | Скотт Кич Эдвина Топс-Александер Мэттью Уильямс Джеймс Патерсон-Робинсон | не проводится | не проводится |              |              |              |              |              |              | не проводится | не проводится | не проводится | не проводится | не проводится |                |

### Лёгкая атлетика
Мужчины
Беговые дисциплины
Впервые, начиная с 2004 года, сборная Австралии могла быть представлена в беге на 100 метров, но незадолго до начала Игр спринтер Джошуа Кларк получил травму и был вынужден сняться с соревнований. Также из-за травмы не смогла выступить олимпийская чемпионка 2012 года Салли Пирсон.
| Дисциплина           | Спортсмен         | Предварительный раунд | Предварительный раунд | Предварительный раунд | Четвертьфиналы | Четвертьфиналы | Четвертьфиналы | Полуфиналы    | Полуфиналы    | Полуфиналы    | Финал | Финал |
| Дисциплина           | Спортсмен         | Забег                 | Время                 | Место                 | Забег          | Время          | Место          | Забег         | Время         | Место         | Время | Место |
| -------------------- | ----------------- | --------------------- | --------------------- | --------------------- | -------------- | -------------- | -------------- | ------------- | ------------- | ------------- | ----- | ----- |
| бег на 200 метров    | Александр Хартман |                       |                       |                       |                |                |                |               |               |               |       |       |
| бег на 800 метров    | Люк Мэтьюз        |                       |                       |                       | не проводится  | не проводится  | не проводится  |               |               |               |       |       |
| бег на 800 метров    | Джефф Рисели      |                       |                       |                       | не проводится  | не проводится  | не проводится  |               |               |               |       |       |
| бег на 800 метров    | Питер Бол         |                       |                       |                       | не проводится  | не проводится  | не проводится  |               |               |               |       |       |
| бег на 1500 метров   | Райан Грегсон     |                       |                       |                       | не проводится  | не проводится  | не проводится  |               |               |               |       |       |
| бег на 1500 метров   | Люк Мэтьюз        |                       |                       |                       | не проводится  | не проводится  | не проводится  |               |               |               |       |       |
| бег на 5000 метров   | Бретт Робинсон    |                       |                       |                       | не проводится  | не проводится  | не проводится  | не проводится | не проводится | не проводится |       |       |
| бег на 5000 метров   | Патрик Тирнан     |                       |                       |                       | не проводится  | не проводится  | не проводится  | не проводится | не проводится | не проводится |       |       |
| бег на 5000 метров   | Сэм Макинти       |                       |                       |                       | не проводится  | не проводится  | не проводится  | не проводится | не проводится | не проводится |       |       |
| бег на 10 000 метров | Дэвид Макнилл     | не проводится         | не проводится         | не проводится         | не проводится  | не проводится  | не проводится  | не проводится | не проводится | не проводится |       |       |
| бег на 10 000 метров | Бен Сент-Лоуренс  | не проводится         | не проводится         | не проводится         | не проводится  | не проводится  | не проводится  | не проводится | не проводится | не проводится |       |       |

Шоссейные дисциплины
| Дисциплина              | Спортсмен      | Время   | Место | Отставание |
| ----------------------- | -------------- | ------- | ----- | ---------- |
| марафон                 | Лиам Адамс     |         |       |            |
| марафон                 | Скотт Уэсткотт |         |       |            |
| марафон                 | Майкл Шелли    |         |       |            |
| ходьба на 20 километров | Дейн Бёрд-Смит | 1:19:37 | 3     | +0:23      |
| ходьба на 20 километров | Ридайан Каули  | 1:23:30 | 33    | +4:16      |
| ходьба на 50 километров | Брендон Рединг |         |       |            |
| ходьба на 50 километров | Джаред Таллент |         |       |            |
| ходьба на 50 километров | Крис Эриксон   |         |       |            |

Технические дисциплины
| Дисциплина      | Спортсмен        | Квалификация | Квалификация | Финал     | Финал |
| Дисциплина      | Спортсмен        | Результат    | Место        | Результат | Место |
| --------------- | ---------------- | ------------ | ------------ | --------- | ----- |
| прыжок в длину  | Фабрис Лапьер    |              |              |           |       |
| прыжок в длину  | Хенри Фрейн      |              |              |           |       |
| прыжок в высоту | Джоэль Баден     |              |              |           |       |
| прыжок в высоту | Брэндон Старк    |              |              |           |       |
| прыжок с шестом | Кёртис Маршалл   |              |              |           |       |
| толкание ядра   | Дэмиен Биркинхэд |              |              |           |       |
| метание диска   | Мэттью Денни     |              |              |           |       |
| метание диска   | Бенн Харрадайн   |              |              |           |       |
| метание копья   | Джошуа Робинсон  |              |              |           |       |
| метание копья   | Хэмиш Пикок      |              |              |           |       |

Многоборье
| Дисциплина  | Спортсмен     | Параметр  | 100 м | длина | ядро | высота | 400 м | 110 м с/б | диск | шест | копьё | 1500 м | Всего очков | Итоговое место |
| ----------- | ------------- | --------- | ----- | ----- | ---- | ------ | ----- | --------- | ---- | ---- | ----- | ------ | ----------- | -------------- |
| десятиборье | Седрик Даблер | Результат |       |       |      |        |       |           |      |      |       |        |             |                |
| десятиборье | Седрик Даблер | Очки      |       |       |      |        |       |           |      |      |       |        |             |                |
| десятиборье | Седрик Даблер | Место     |       |       |      |        |       |           |      |      |       |        |             |                |

Женщины
Беговые дисциплины
| Дисциплина                         | Спортсмен                                                     | Предварительный раунд | Предварительный раунд | Предварительный раунд | Четвертьфиналы | Четвертьфиналы | Четвертьфиналы | Полуфиналы    | Полуфиналы    | Полуфиналы    | Финал | Финал |
| Дисциплина                         | Спортсмен                                                     | Забег                 | Время                 | Место                 | Забег          | Время          | Место          | Забег         | Время         | Место         | Время | Место |
| ---------------------------------- | ------------------------------------------------------------- | --------------------- | --------------------- | --------------------- | -------------- | -------------- | -------------- | ------------- | ------------- | ------------- | ----- | ----- |
| бег на 100 метров                  | Мелисса Брин                                                  |                       |                       |                       |                |                |                |               |               |               |       |       |
| бег на 200 метров                  | Элла Нельсон                                                  |                       |                       |                       |                |                |                |               |               |               |       |       |
| бег на 400 метров                  | Морган Митчелл                                                |                       |                       |                       | не проводится  | не проводится  | не проводится  |               |               |               |       |       |
| бег на 400 метров                  | Аннелиз Руби                                                  |                       |                       |                       | не проводится  | не проводится  | не проводится  |               |               |               |       |       |
| бег на 800 метров                  | Сельма Кейджан                                                |                       |                       |                       | не проводится  | не проводится  | не проводится  |               |               |               |       |       |
| бег на 1500 метров                 | Линден Холл                                                   |                       |                       |                       | не проводится  | не проводится  | не проводится  |               |               |               |       |       |
| бег на 1500 метров                 | Зои Бакмен                                                    |                       |                       |                       | не проводится  | не проводится  | не проводится  |               |               |               |       |       |
| бег на 1500 метров                 | Дженни Бланделл                                               |                       |                       |                       | не проводится  | не проводится  | не проводится  |               |               |               |       |       |
| бег на 5000 метров                 | Элоиза Веллингс                                               |                       |                       |                       | не проводится  | не проводится  | не проводится  | не проводится | не проводится | не проводится |       |       |
| бег на 5000 метров                 | Мэделин Хиллз                                                 |                       |                       |                       | не проводится  | не проводится  | не проводится  | не проводится | не проводится | не проводится |       |       |
| бег на 5000 метров                 | Женевьев Ляказ                                                |                       |                       |                       | не проводится  | не проводится  | не проводится  | не проводится | не проводится | не проводится |       |       |
| бег на 10 000 метров               | Элоиза Веллингс                                               | не проводится         | не проводится         | не проводится         | не проводится  | не проводится  | не проводится  | не проводится | не проводится | не проводится |       |       |
| бег на 100 метров с барьерами      | Мишель Дженнеке                                               |                       |                       |                       | не проводится  | не проводится  | не проводится  |               |               |               |       |       |
| бег на 400 метров с барьерами      | Лорен Уэллс                                                   |                       |                       |                       | не проводится  | не проводится  | не проводится  |               |               |               |       |       |
| бег на 3000 метров с препятствиями | Женевьев Ляказ                                                |                       |                       |                       | не проводится  | не проводится  | не проводится  | не проводится | не проводится | не проводится |       |       |
| бег на 3000 метров с препятствиями | Виктория Митчелл                                              |                       |                       |                       | не проводится  | не проводится  | не проводится  | не проводится | не проводится | не проводится |       |       |
| бег на 3000 метров с препятствиями | Мэделин Хиллз                                                 |                       |                       |                       | не проводится  | не проводится  | не проводится  | не проводится | не проводится | не проводится |       |       |
| Эстафета                           | Предварительный раунд                                         | Предварительный раунд | Предварительный раунд | Предварительный раунд | Полуфинал      | Полуфинал      | Полуфинал      | Финал         | Финал         | Финал         | Финал | Финал |
| Эстафета                           | Состав                                                        | Забег                 | Время                 | Место                 | Забег          | Время          | Место          | Состав        | Состав        | Состав        | Время | Место |
| эстафета 4×400 метров              | Джессика Торнтон Аннелиз Руби Кейтлин Сарджент Морган Митчелл |                       |                       |                       | не проводится  | не проводится  | не проводится  |               |               |               |       |       |

Шоссейные дисциплины
| Дисциплина              | Спортсмен          | Время | Место | Отставание |
| ----------------------- | ------------------ | ----- | ----- | ---------- |
| марафон                 | Милли Кларк        |       |       |            |
| марафон                 | Джессика Тренгроув |       |       |            |
| марафон                 | Лиза Уэйтмен       |       |       |            |
| ходьба на 20 километров | Риган Лэмбл        |       |       |            |
| ходьба на 20 километров | Рейчел Таллент     |       |       |            |
| ходьба на 20 километров | Таня Холлидей      |       |       |            |

Технические дисциплины
| Дисциплина      | Спортсмен         | Квалификация | Квалификация | Финал     | Финал |
| Дисциплина      | Спортсмен         | Результат    | Место        | Результат | Место |
| --------------- | ----------------- | ------------ | ------------ | --------- | ----- |
| прыжок в длину  | Челси Йенш        |              |              |           |       |
| прыжок в длину  | Брук Стрэттон     |              |              |           |       |
| прыжок в высоту | Элеанор Паттерсон |              |              |           |       |
| прыжок с шестом | Алана Бойд        |              |              |           |       |
| метание диска   | Дани Самуэльс     |              |              |           |       |
| метание копья   | Кимберли Микл     |              |              |           |       |
| метание копья   | Кэтрин Митчелл    |              |              |           |       |
| метание копья   | Келси-Ли Робертс  |              |              |           |       |

### Настольный теннис
Соревнования по настольному теннису проходили по системе плей-офф. Каждый матч продолжался до тех пор, пока один из теннисистов не выигрывал 4 партии. Сильнейшие 16 спортсменов начинали соревнования с третьего раунда, следующие 16 по рейтингу стартовали со второго раунда.
Мужчины
| Соревнование     | Спортсмены                     | Квалификация            | Первый раунд         | Второй раунд         | Третий раунд         | 1/8 финала           | 1/4 финала           | Полуфинал            | Финал                |
| Соревнование     | Спортсмены                     | Соперник Результат      | Соперник Результат   | Соперник Результат   | Соперник Результат   | Соперник Результат   | Соперник Результат   | Соперник Результат   | Соперник Результат   |
| ---------------- | ------------------------------ | ----------------------- | -------------------- | -------------------- | -------------------- | -------------------- | -------------------- | -------------------- | -------------------- |
| одиночный разряд | Дэвид Пауэлл                   | PARМ. Агирре П 0:4      | завершил выступление | завершил выступление | завершил выступление | завершил выступление | завершил выступление | завершил выступление | завершил выступление |
| одиночный разряд | Крис Янь                       | SRBА. Каракашевич П 2:4 | завершил выступление | завершил выступление | завершил выступление | завершил выступление | завершил выступление | завершил выступление | завершил выступление |
| командный разряд | Дэвид Пауэлл Крис Янь Ху Хэмин | не проводится           | не проводится        | не проводится        | не проводится        | Гонконг · :          |                      |                      |                      |

Женщины
| Соревнование     | Спортсмены                             | Квалификация         | Первый раунд          | Второй раунд               | Третий раунд           | 1/8 финала            | 1/4 финала            | Полуфинал             | Финал                 |
| Соревнование     | Спортсмены                             | Соперник Результат   | Соперник Результат    | Соперник Результат         | Соперник Результат     | Соперник Результат    | Соперник Результат    | Соперник Результат    | Соперник Результат    |
| ---------------- | -------------------------------------- | -------------------- | --------------------- | -------------------------- | ---------------------- | --------------------- | --------------------- | --------------------- | --------------------- |
| одиночный разряд | Хун Цзяньфан                           | не участвовала       | RUSМ. Долгих В 4:3    | AUTС. Полканова (32) В 4:2 | SINЮй Мэнъюй (9) П 0:4 | завершила выступление | завершила выступление | завершила выступление | завершила выступление |
| одиночный разряд | Мелисса Тэппер                         | BRAК. Кумахара П 2:4 | завершила выступление | завершила выступление      | завершила выступление  | завершила выступление | завершила выступление | завершила выступление | завершила выступление |
| командный разряд | Хун Цзяньфан Мелисса Тэппер Салли Чжан | не проводится        | не проводится         | не проводится              | не проводится          | КНДР · :              |                       |                       |                       |

### Парусный спорт
Соревнования по парусному спорту в каждом из классов состояли из 10 гонок, за исключением класса 49-й, где проводилось 12 заездов. В каждой гонке спортсмены начинали заплыв с общего старта. Победителем каждой из гонок становился экипаж, первым пересекший финишную черту. Количество очков, идущих в общий зачёт, соответствовало занятому командой месту. 10 лучших экипажей по результатам 10 заплывов попадали в медальную гонку, результаты которой также шли в общий зачёт. В медальной гонке, очки, полученные экипажем удваивались. В случае если участник соревнований не смог завершить гонку ему начислялось количество очков, равное количеству участников плюс один. При итоговом подсчёте очков не учитывался худший результат, показанный экипажем в одной из гонок. Сборная, набравшая наименьшее количество очков, становится олимпийским чемпионом.
Мужчины
| Класс | Спортсмены                  | Гонка | Гонка | Гонка | Гонка | Гонка | Гонка | Гонка | Гонка | Гонка | Гонка | Гонка         | Гонка         | Гонка | Очки | Место |
| Класс | Спортсмены                  | 1     | 2     | 3     | 4     | 5     | 6     | 7     | 8     | 9     | 10    | 11            | 12            | M     | Очки | Место |
| ----- | --------------------------- | ----- | ----- | ----- | ----- | ----- | ----- | ----- | ----- | ----- | ----- | ------------- | ------------- | ----- | ---- | ----- |
| 470   | Мэтью Белчер Уильям Райан   |       |       |       |       |       |       |       |       |       |       | не проводится | не проводится |       |      |       |
| Лазер | Том Бёртон                  |       |       |       |       |       |       |       |       |       |       | не проводится | не проводится |       |      |       |
| Финн  | Джейк Лилли                 |       |       |       |       |       |       |       |       |       |       | не проводится | не проводится |       |      |       |
| 49-й  | Иэн Дженсен Натан Ауттеридж |       |       |       |       |       |       |       |       |       |       |               |               |       |      |       |

Женщины
| Класс        | Спортсмены              | Гонка | Гонка | Гонка | Гонка | Гонка | Гонка | Гонка | Гонка | Гонка | Гонка | Гонка         | Гонка         | Гонка | Очки | Место |
| Класс        | Спортсмены              | 1     | 2     | 3     | 4     | 5     | 6     | 7     | 8     | 9     | 10    | 11            | 12            | M     | Очки | Место |
| ------------ | ----------------------- | ----- | ----- | ----- | ----- | ----- | ----- | ----- | ----- | ----- | ----- | ------------- | ------------- | ----- | ---- | ----- |
| 470          | Джейми Райан Кэрри Смит |       |       |       |       |       |       |       |       |       |       | не проводится | не проводится |       |      |       |
| Лазер Радиал | Эшли Стоддарт           |       |       |       |       |       |       |       |       |       |       | не проводится | не проводится |       |      |       |

Смешанный класс
Соревнования в олимпийском классе катамаранов Накра 17 дебютируют в программе летних Олимпийских игр. Каждый экипаж представлен смешанным дуэтом яхтсменов.
| Класс    | Спортсмены                      | Гонка | Гонка | Гонка | Гонка | Гонка | Гонка | Гонка | Гонка | Гонка | Гонка | Гонка | Очки | Место |
| Класс    | Спортсмены                      | 1     | 2     | 3     | 4     | 5     | 6     | 7     | 8     | 9     | 10    | M     | Очки | Место |
| -------- | ------------------------------- | ----- | ----- | ----- | ----- | ----- | ----- | ----- | ----- | ----- | ----- | ----- | ---- | ----- |
| Накра 17 | Джейсон Уотерхаус Лиза Дарманин |       |       |       |       |       |       |       |       |       |       |       |      |       |

### Регби-7

##### Мужчины
Мужская сборная Австралии квалифицировалась на Игры, заняв первое место по итогам чемпионата Океании 2015 года.
Состав
| Номер      | Имя       | Дата рождения | Рост, см  | Вес, кг   | Клуб      | Игры      | Очки      | Очки       | Очки      | Очки      |
| Номер      | Имя       | Дата рождения | Рост, см  | Вес, кг   | Клуб      | Игры      | Попытки   | Реализации | Штрафные  | Дроп-гол  |
| Защитники  | Защитники | Защитники     | Защитники | Защитники | Защитники | Защитники | Защитники | Защитники  | Защитники | Защитники |
| ---------- | --------- | ------------- | --------- | --------- | --------- | --------- | --------- | ---------- | --------- | --------- |
|            |           |               |           |           |           |           |           |            |           |           |
| Нападающие |           |               |           |           |           |           |           |            |           |           |
|            |           |               |           |           |           |           |           |            |           |           |

| Имя        | Гражданство | Дата рождения  |
| ---------- | ----------- | -------------- |
| Энди Френд | Австралия   | 24 апреля 1969 |

Результаты
Групповой этап (Группа B)
| Место | Команда   | И | В | Н | П | ОЗ | ОП | +/- | Очки |
| ----- | --------- | - | - | - | - | -- | -- | --- | ---- |
| 1     | ЮАР       | 3 | 2 | 0 | 1 | 55 | 12 | +43 | 7    |
| 2     | Франция   | 3 | 2 | 0 | 1 | 57 | 45 | +12 | 7    |
| 3     | Австралия | 3 | 2 | 0 | 1 | 52 | 48 | +4  | 7    |
| 4     | Испания   | 3 | 0 | 0 | 3 | 17 | 76 | -59 | 3    |

| 9 августа 2016 11:00 UTC-3                                   | \| Австралия \| 14:31 (0:17, 14:14) Протокол \| Франция \| \| Джесси Парахи 8' · Эд Дженкинс 10' · Джеймс Станнард 8', 10' \| Голы \| Терри Бурауа 5', 7', 14+' · Мануэль Далль'инья 13' · Терри Бурауа 7+' · Терри Бурауа 5', 7', 14' · Венсан Иньиго 14+' \| | Стадион Деодоро, Рио-де-Жанейро Судьи: Майк Адамсон                                                                   |
| Австралия                                                    | 14:31 (0:17, 14:14) Протокол | Франция |
| Джесси Парахи 8' · Эд Дженкинс 10' · Джеймс Станнард 8', 10' | Голы | Терри Бурауа 5', 7', 14+' · Мануэль Далль'инья 13' · Терри Бурауа 7+' · Терри Бурауа 5', 7', 14' · Венсан Иньиго 14+' |

| 9 августа 2016 16:00 UTC-3                                                                                             | \| Австралия \| 26:12 (14:12, 12:0) Протокол \| Испания \| \| Кэмерон Кларк 8' · Джесси Парахи 7' · Джон Порч 9' · Кон Фоли 14' · Джеймс Станнард 1', 7+', 14+' · Джеймс Станнард 9' \| Голы \| Маркос Погги 3', 5' · Франсиско Эрнандес 6' · Франсиско Эрнандес 3' \| | Стадион Деодоро, Рио-де-Жанейро Судьи: Раста Расивенье              |
| Австралия | 26:12 (14:12, 12:0) Протокол | Испания                                                             |
| Кэмерон Кларк 8' · Джесси Парахи 7' · Джон Порч 9' · Кон Фоли 14' · Джеймс Станнард 1', 7+', 14+' · Джеймс Станнард 9' | Голы | Маркос Погги 3', 5' · Франсиско Эрнандес 6' · Франсиско Эрнандес 3' |

| 10 августа 2016 11:30 UTC-3             | \| ЮАР \| 5:12 (0:12, 5:0) Протокол \| Австралия \| \| Сеабело Сенатла 11' · Чеслин Кольбе 12' \| Голы \| Джесси Парахи 4' · Том Кьюсак 6' · Джеймс Станнард 4' · Джеймс Станнард 7' \| | Стадион Деодоро, Рио-де-Жанейро Судьи: Александр Руис                      |
| ЮАР                                     | 5:12 (0:12, 5:0) Протокол | Австралия                                                                  |
| Сеабело Сенатла 11' · Чеслин Кольбе 12' | Голы | Джесси Парахи 4' · Том Кьюсак 6' · Джеймс Станнард 4' · Джеймс Станнард 7' |

##### Женщины
Женская сборная Австралии квалифицировалась на Игры, заняв третье место по итогам Мировой серии 2014/2015.
Состав
| Номер | Имя             | Дата рождения | Рост, см | Вес, кг | Клуб              | Игры | Очки    | Очки       | Очки     | Очки  |
| Номер | Имя             | Дата рождения | Рост, см | Вес, кг | Клуб              | Игры | Попытки | Реализации | Штрафные | Всего |
| ----- | --------------- | ------------- | -------- | ------- | ----------------- | ---- | ------- | ---------- | -------- | ----- |
| 1     | Шеннон Пэрри    | 27.10.1989    | 170      | 70      | Редлендс Беркдейл | 6    | 1       | 0          | 0        | 5     |
| 2     | Шарни Уильямс   | 02.03.1988    | 167      | 79      | Канберра Роялз    | 6    | 1       | 0          | 0        | 5     |
| 3     | Николь Бек      | 28.05.1988    | 168      | 66      | Трайб-7 Брисбен   | 4    | 2       | 0          | 0        | 10    |
| 4     | Джемма Этеридж  | 01.12.1986    | 169      | 66      | Трайб-7 Брисбен   | 2    | 0       | 1/2        | 0        | 2     |
| 5     | Эмма Тонегато   | 20.03.1995    | 165      | 63      | Трайб-7 Брисбен   | 6    | 7       | 0          | 0        | 35    |
| 6     | Эвания Пелайт   | 12.07.1995    | 169      | 67      | Трайб-7 Брисбен   | 6    | 1       | 0          | 0        | 5     |
| 7     | Шарлотта Кэслик | 09.03.1995    | 172      | 65      | Трайб-7 Брисбен   | 6    | 7       | 0          | 0        | 35    |
| 8     | Хлои Далтон     | 11.07.1993    | 180      | 72      | Уорринга Сидней   | 6    | 2       | 12/26      | 0        | 34    |
| 9     | Эми Тёрнер      | 25.03.1984    | 168      | 64      | Саннибанк         | 4    | 1       | 0          | 0        | 5     |
| 10    | Алисия Куирк    | 28.03.1992    | 173      | 64      | Трайб-7 Брисбен   | 6    | 0       | 0          | 0        | 0     |
| 11    | Эмили Черри     | 02.11.1992    | 168      | 70      | Трайб-7 Брисбен   | 6    | 3       | 0          | 0        | 15    |
| 12    | Эллиа Грин      | 20.02.1993    | 172      | 65      | Уорринга Сидней   | 6    | 3       | 0          | 0        | 15    |

| Должность      | Имя          | Гражданство | Дата рождения |
| -------------- | ------------ | ----------- | ------------- |
| Главный тренер | Тим Уолш     | Австралия   | 10.04.1979    |
| Менеджер       | Скотт Боуэн  | Австралия   |               |
| Физиотерапевт  | Клэр Макганн | Австралия   |               |

Результаты
Групповой этап (Группа A)
| Место | Команда   | И | В | Н | П | ОЗ  | ОП  | +/-  | Очки |
| ----- | --------- | - | - | - | - | --- | --- | ---- | ---- |
| 1     | Австралия | 3 | 2 | 1 | 0 | 101 | 12  | +89  | 8    |
| 2     | Фиджи     | 3 | 2 | 0 | 1 | 48  | 43  | +5   | 7    |
| 3     | США       | 3 | 1 | 1 | 1 | 67  | 24  | +43  | 6    |
| 4     | Колумбия  | 3 | 0 | 0 | 3 | 0   | 137 | -137 | 3    |

| 6 августа 2016 13:30 UTC-3 | \| Австралия \| 53:0 (27:0, 26:0) Протокол \| Колумбия \| \| Шами Уильямс 1' · Шарлотта Кэслик 3', 7+', 8' · Эмма Тонегато 5' · Шеннон Пэрри 7' · Николь Бек 10', 13' · Эми Тёрнер 12' · Хлои Далтон 3', 8', 10' · Джемма Этеридж 13' · Хлои Далтон 2' 6' 7' 7+' 12' \| Голы \| \| | Стадион Деодоро, Рио-де-Жанейро Судьи: Джессика Бирд |
| Австралия | 53:0 (27:0, 26:0) Протокол | Колумбия                                             |
| Шами Уильямс 1' · Шарлотта Кэслик 3', 7+', 8' · Эмма Тонегато 5' · Шеннон Пэрри 7' · Николь Бек 10', 13' · Эми Тёрнер 12' · Хлои Далтон 3', 8', 10' · Джемма Этеридж 13' · Хлои Далтон 2' 6' 7' 7+' 12' | Голы |                                                      |

| 6 августа 2016 18:30 UTC-3 | \| Австралия \| 36:0 (19:0, 17:0) Протокол \| Фиджи \| \| Эмили Черри 1' · Эмма Тонегато 4', 13' · Шарлотта Кэслик 5' · Эллиа Грин 10' · Хлои Далтон 14' · Хлои Далтон 2', 6', 13' · Хлои Далтон 4' 10' 14' \| Голы \| \| | Стадион Деодоро, Рио-де-Жанейро Судьи: Сара Кокс |
| Австралия | 36:0 (19:0, 17:0) Протокол | Фиджи                                            |
| Эмили Черри 1' · Эмма Тонегато 4', 13' · Шарлотта Кэслик 5' · Эллиа Грин 10' · Хлои Далтон 14' · Хлои Далтон 2', 6', 13' · Хлои Далтон 4' 10' 14' | Голы |                                                  |

| 7 августа 2016 13:30 UTC-3                               | \| Австралия \| 12:12 (5:0, 7:12) Протокол \| США \| \| Эмма Тонегато 4', 14' · Хлои Далтон 14' · Хлои Далтон 4' \| Голы \| Джессика Джавелет 9', 11' · Акалани Баравилала 9' · Акалани Баравилала 11' \| | Стадион Деодоро, Рио-де-Жанейро Судьи: Альхамбра Ньевас                    |
| Австралия                                                | 12:12 (5:0, 7:12) Протокол | США                                                                        |
| Эмма Тонегато 4', 14' · Хлои Далтон 14' · Хлои Далтон 4' | Голы | Джессика Джавелет 9', 11' · Акалани Баравилала 9' · Акалани Баравилала 11' |

Четвертьфинал
| 7 августа 2016 17:00 UTC-3                                                                                               | \| Австралия \| 24:0 (12:0, 12:0) Протокол \| Испания \| \| Эмма Тонегато 4' · Шарлотта Кэслик 6', 10' · Эллиа Грин 14' · Хлои Далтон 7', 11' · Хлои Далтон 5' · Джемма Этеридж 14+' \| Голы \| \| | Стадион Деодоро, Рио-де-Жанейро Судьи: Джессика Бирд |
| Австралия | 24:0 (12:0, 12:0) Протокол | Испания                                              |
| Эмма Тонегато 4' · Шарлотта Кэслик 6', 10' · Эллиа Грин 14' · Хлои Далтон 7', 11' · Хлои Далтон 5' · Джемма Этеридж 14+' | Голы |                                                      |

Полуфинал
| 8 августа 2016 14:30 UTC-3                                                   | \| Австралия \| 17:5 (12:0, 5:5) Протокол \| Канада \| \| Эмили Черри 3', 7+' · Хлои Далтон 10' · Хлои Далтон 3' · Хлои Далтон 7+' 11' \| Голы \| Чарити Уильямс 14' · Жислен Ландри 14' \| | Стадион Деодоро, Рио-де-Жанейро Судьи: Раста Расивинье |
| Австралия                                                                    | 17:5 (12:0, 5:5) Протокол | Канада                                                 |
| Эмили Черри 3', 7+' · Хлои Далтон 10' · Хлои Далтон 3' · Хлои Далтон 7+' 11' | Голы | Чарити Уильямс 14' · Жислен Ландри 14'                 |

Финал
| 8 августа 2016 19:00 UTC-3                                                                                                | \| Австралия \| 24:17 (10:5, 14:12) Протокол \| Новая Зеландия \| \| Эмма Тонегато 8' · Эвания Пелайт 10+' · Эллиа Грин 13' · Шарлотта Кэслик 16' · Хлои Далтон 14', 17' · Хлои Далтон 9' 10+' \| Голы \| Кайла Макалистер 5', 19' · Портия Вудман 20+' · Тайла Натан-Вонг 6' 19' · Тайла Натан-Вонг 20+' \| | Стадион Деодоро, Рио-де-Жанейро Судьи: Альхамбра Ньевас                                         |
| Австралия | 24:17 (10:5, 14:12) Протокол | Новая Зеландия                                                                                  |
| Эмма Тонегато 8' · Эвания Пелайт 10+' · Эллиа Грин 13' · Шарлотта Кэслик 16' · Хлои Далтон 14', 17' · Хлои Далтон 9' 10+' | Голы | Кайла Макалистер 5', 19' · Портия Вудман 20+' · Тайла Натан-Вонг 6' 19' · Тайла Натан-Вонг 20+' |

Итог: по результатам олимпийского турнира женская сборная Австралии по регби-7 завоевала золотые медали.

### Современное пятиборье
Современное пятиборье включает в себя: стрельбу, плавание, фехтование, верховую езду и бег. Как и на предыдущих Играх бег и стрельба были объединены в один вид — комбайн. В комбайне спортсмены стартовали с гандикапом, набранным за предыдущие три дисциплины (4 очка = 1 секунда). Олимпийским чемпионом становится спортсмен, который пересекает финишную линию первым.
Мужчины
| Соревнование      | Спортсмены    | Фехтование | Фехтование | Фехтование | Плавание | Плавание | Плавание | Верховая езда | Верховая езда | Верховая езда | Комбайн | Комбайн | Комбайн | Всего     | Всего |
| Соревнование      | Спортсмены    | Побед      | Очки       | Место      | Время    | Очки     | Место    | Штраф         | Очки          | Место         | Время   | Очки    | Место   | Результат | Место |
| ----------------- | ------------- | ---------- | ---------- | ---------- | -------- | -------- | -------- | ------------- | ------------- | ------------- | ------- | ------- | ------- | --------- | ----- |
| личное первенство | Макс Эспозито |            |            |            |          |          |          |               |               |               |         |         |         |           |       |

Женщины
| Соревнование      | Спортсмены    | Фехтование | Фехтование | Фехтование | Плавание | Плавание | Плавание | Верховая езда | Верховая езда | Верховая езда | Комбайн | Комбайн | Комбайн | Всего     | Всего |
| Соревнование      | Спортсмены    | Побед      | Очки       | Место      | Время    | Очки     | Место    | Штраф         | Очки          | Место         | Время   | Очки    | Место   | Результат | Место |
| ----------------- | ------------- | ---------- | ---------- | ---------- | -------- | -------- | -------- | ------------- | ------------- | ------------- | ------- | ------- | ------- | --------- | ----- |
| личное первенство | Хлои Эспозито |            |            |            |          |          |          |               |               |               |         |         |         |           |       |

### Стрельба
В январе 2013 года Международная федерация спортивной стрельбы приняла новые правила проведения соревнований на 2013—2016 года, которые, в частности, изменили порядок проведения финалов. Во многих дисциплинах спортсмены, прошедшие в финал, теперь начинают решающий раунд без очков, набранных в квалификации, а финал проходит по системе с выбыванием. Также в финалах после каждого раунда стрельбы из дальнейшей борьбы выбывает спортсмен с наименьшим количеством баллов. В скоростном пистолете решающие поединки проходят по системе попал-промах. В стендовой стрельбе добавился полуфинальный раунд, где определяются по два участника финального матча и поединка за третье место.
Мужчины
| Соревнование                          | Спортсмены       | Квалификация | Квалификация | Полуфинал            | Полуфинал            | Финал                | Финал                |
| Соревнование                          | Спортсмены       | Результат    | Место        | Результат            | Место                | Соперник/ Результат  | Место                |
| ------------------------------------- | ---------------- | ------------ | ------------ | -------------------- | -------------------- | -------------------- | -------------------- |
| пневматическая винтовка, 10 метров    | Дейн Сэмпсон     | 619,3        | 37           | не проводится        | не проводится        | завершил выступление | завершил выступление |
| пневматическая винтовка, 10 метров    | Джек Росситер    | 612,4        | 46           | не проводится        | не проводится        | завершил выступление | завершил выступление |
| винтовка лёжа, 50 метров              | Уоррен Потент    |              |              | не проводится        | не проводится        |                      |                      |
| винтовка лёжа, 50 метров              | Дейн Сэмпсон     |              |              | не проводится        | не проводится        |                      |                      |
| винтовка из трёх положений, 50 метров | Уилльям Годвард  |              |              | не проводится        | не проводится        |                      |                      |
| винтовка из трёх положений, 50 метров | Дейн Сэмпсон     |              |              | не проводится        | не проводится        |                      |                      |
| пневматический пистолет, 10 метров    | Блейк Блэкбёрн   | 570          | 36           | не проводится        | не проводится        | завершил выступление | завершил выступление |
| пневматический пистолет, 10 метров    | Даниэль Репачоли | 565          | 44           | не проводится        | не проводится        | завершил выступление | завершил выступление |
| скорострельный пистолет, 25 метров    | Дэвид Чепмэн     |              |              | не проводится        | не проводится        |                      |                      |
| пистолет, 50 метров                   | Даниэль Репачоли | 545          | 28           | не проводится        | не проводится        | завершил выступление | завершил выступление |
| трап                                  | Адам Велла       | 115          | 12           | завершил выступление | завершил выступление | завершил выступление | завершил выступление |
| трап                                  | Митчелл Илс      | 110          | 26           | завершил выступление | завершил выступление | завершил выступление | завершил выступление |
| дубль-трап                            | Джеймс Уиллет    | 140          | 2 Q          | 261                  | 5                    | завершил выступление | завершил выступление |
| скит                                  | Пол Адамс        |              |              |                      |                      |                      |                      |
| скит                                  | Кит Фергюсон     |              |              |                      |                      |                      |                      |

Женщины
| Соревнование                       | Спортсмены        | Квалификация | Квалификация | Полуфинал             | Полуфинал             | Финал                 | Финал                 |
| Соревнование                       | Спортсмены        | Результат    | Место        | Результат             | Место                 | Соперник/ Результат   | Место                 |
| ---------------------------------- | ----------------- | ------------ | ------------ | --------------------- | --------------------- | --------------------- | --------------------- |
| пневматическая винтовка, 10 метров | Дженнифер, Хенс   | 410,1        | 39           | не проводится         | не проводится         | завершила выступление | завершила выступление |
| пневматический пистолет, 10 метров | Лолита Евглевская | 379          | 24           | не проводится         | не проводится         | завершила выступление | завершила выступление |
| пневматический пистолет, 10 метров | Елена Галябович   | 369          | 43           | не проводится         | не проводится         | завершила выступление | завершила выступление |
| пистолет, 25 метров                | Лолита Евглевская | 578          | 14           | завершила выступление | завершила выступление | завершила выступление | завершила выступление |
| пистолет, 25 метров                | Елена Галябович   | 569          | 31           | завершила выступление | завершила выступление | завершила выступление | завершила выступление |
| трап                               | Кэтрин Скиннер    | 67           | 6 Q          | 14                    | 1 QG                  | NZLН. Руни 12:11 В    | 1                     |
| трап                               | Летиша Скэнлен    | 70           | 1 Q          | 10                    | 5                     | завершила выступление | завершила выступление |
| скит                               | Эйслин Джонс      |              |              |                       |                       |                       |                       |

### Стрельба из лука
В квалификации соревнований лучники выполняют 12 серий выстрелов по 6 стрел с расстояния 70-ти метров. По итогам предварительного раунда составляется сетка плей-офф, где в 1/32 финала 1-й номер посева встречается с 64-м, 2-й с 63-м и т. д. В поединках на выбывание спортсмены выполняют по три выстрела. Участник, набравший за эту серию больше очков получает 2 очка. Если же оба лучника набрали одинаковое количество баллов, то они получают по одному очку. Победителем пары становится лучник, первым набравший 6 очков.
Мужчины
| Соревнование              | Спортсмены                       | Квалификация | Квалификация | 1/32 финала               | 1/16 финала             | 1/8 финала           | Четвертьфинал        | Полуфинал                    | Финал                | Место |
| Соревнование              | Спортсмены                       | Результат    | Место        | Соперник Результат        | Соперник Результат      | Соперник Результат   | Соперник Результат   | Соперник Результат           | Соперник Результат   | Место |
| ------------------------- | -------------------------------- | ------------ | ------------ | ------------------------- | ----------------------- | -------------------- | -------------------- | ---------------------------- | -------------------- | ----- |
| индивидуальное первенство | Тейлор Уорт                      | 674          | 14           | EGYА. Эль-Немр (51) В 6:0 | VENЭ. Малаве (46) В 6:4 |                      |                      |                              |                      |       |
| индивидуальное первенство | Алек Поттс                       | 666          | 20           | BRAБ. Оливейра (45) П 4:6 | завершил выступление    | завершил выступление | завершил выступление | завершил выступление         | завершил выступление | 33    |
| индивидуальное первенство | Райан Тяк                        | 665          | 23           | BELР. Рамакерс (42) П 2:6 | завершил выступление    | завершил выступление | завершил выступление | завершил выступление         | завершил выступление | 33    |
| командное первенство      | Алек Поттс Райан Тяк Тейлор Уорт | 2005         | 4            | Не проводится             | Не проводится           | Не участвовали       | Франция (5) · В 5:3  | Республика Корея (1) · П 0:6 | За 3-е место         | 3     |
| командное первенство      | Алек Поттс Райан Тяк Тейлор Уорт | 2005         | 4            | Не проводится             | Не проводится           | Не участвовали       | Франция (5) · В 5:3  | Республика Корея (1) · П 0:6 | Китай (6) · В 6:2    | 3     |

Женщины
| Соревнование              | Спортсмены | Квалификация | Квалификация | 1/32 финала           | 1/16 финала                         | 1/8 финала            | Четвертьфинал         | Полуфинал             | Финал                 | Место |
| Соревнование              | Спортсмены | Результат    | Место        | Соперник Результат    | Соперник Результат                  | Соперник Результат    | Соперник Результат    | Соперник Результат    | Соперник Результат    | Место |
| ------------------------- | ---------- | ------------ | ------------ | --------------------- | ----------------------------------- | --------------------- | --------------------- | --------------------- | --------------------- | ----- |
| индивидуальное первенство | Элис Ингли | 593          | 58           | ITAЛ. Боари (7) В 7:1 | BRAА.М. Гомес дос Сантос (26) П 0:6 | завершила выступление | завершила выступление | завершила выступление | завершила выступление | 17    |

### Теннис
Соревнования пройдут на кортах олимпийского теннисного центра. Теннисные матчи будут проходить на кортах с твёрдым покрытием DecoTurf, на которых также проходит и Открытый чемпионат США.
Мужчины
| Соревнование     | Спортсмены             | 1/32 финала               | 1/16 финала                                 | 1/8 финала            | Четвертьфинал         | Полуфинал             | Финал                 | Место                 |
| Соревнование     | Спортсмены             | Соперник Результат        | Соперник Результат                          | Соперник Результат    | Соперник Результат    | Соперник Результат    | Соперник Результат    | Место                 |
| ---------------- | ---------------------- | ------------------------- | ------------------------------------------- | --------------------- | --------------------- | --------------------- | --------------------- | --------------------- |
| одиночный разряд | Джон Миллман           | LTUР. Беранкис В 6:0, 6:0 | JPNК. Нисикори (4) П 64:7, 4:6              | завершил выступление  | завершил выступление  | завершил выступление  | завершил выступление  | завершил выступление  |
| одиночный разряд | Танаси Коккинакис      | PORГ. Элиаш П 64:7, 63:7  | завершил выступление                        | завершил выступление  | завершил выступление  | завершил выступление  | завершил выступление  | завершил выступление  |
| одиночный разряд | Джордан Томпсон        | GBRК. Эдмунд П 4:6, 2:6   | завершил выступление                        | завершил выступление  | завершил выступление  | завершил выступление  | завершил выступление  | завершил выступление  |
| одиночный разряд | Сэмюэль Грот           | BELД. Гоффен П 4:6, 2:6   | завершил выступление                        | завершил выступление  | завершил выступление  | завершил выступление  | завершил выступление  | завершил выступление  |
| парный разряд    | Крис Гуччоне Джон Пирс | не проводится             | ARGХ.М. дель Потро / М. Гонсалес П 4:6, 5:7 | завершили выступление | завершили выступление | завершили выступление | завершили выступление | завершили выступление |

Женщины
| Соревнование     | Спортсмены                          | 1/32 финала                     | 1/16 финала                                    | 1/8 финала                  | Четвертьфинал         | Полуфинал             | Финал                 | Место                 |
| Соревнование     | Спортсмены                          | Соперник Результат              | Соперник Результат                             | Соперник Результат          | Соперник Результат    | Соперник Результат    | Соперник Результат    | Место                 |
| ---------------- | ----------------------------------- | ------------------------------- | ---------------------------------------------- | --------------------------- | --------------------- | --------------------- | --------------------- | --------------------- |
| одиночный разряд | Саманта Стосур (13)                 | LATЕ. Остапенко В 1:6, 6:3, 6:2 | JPNМ. Дои В 6:3, 6:4                           | GERА. Кербер (2) П 0:6, 5:7 | завершила выступление | завершила выступление | завершила выступление | завершила выступление |
| одиночный разряд | Дарья Гаврилова                     | USAС. Уильямс (1) П 4:6, 2:6    | завершила выступление                          | завершила выступление       | завершила выступление | завершила выступление | завершила выступление | завершила выступление |
| парный разряд    | Саманта Стосур Дарья Гаврилова      | не проводится                   | SUIТ. Бачински / М. Хингис (5) П 4:6, 6:4, 2:6 | завершили выступление       | завершили выступление | завершили выступление | завершили выступление | завершили выступление |
| парный разряд    | Анастасия Родионова Арина Родионова | не проводится                   | RUSЕ. Макарова / Е. Веснина (7) П 1:6, 2:6     | завершили выступление       | завершили выступление | завершили выступление | завершили выступление | завершили выступление |

### Триатлон
Соревнования по триатлону пройдут на территории форта Копакабана. Дистанция состоит из 3-х этапов — плавание (1,5 км), велоспорт (43 км), бег (10 км).
Мужчины
| Соревнование              | Спортсмены  | Плавание | Смена | Велоспорт | Смена | Бег | Итоговое время | Место | Отставание |
| ------------------------- | ----------- | -------- | ----- | --------- | ----- | --- | -------------- | ----- | ---------- |
| индивидуальное первенство | Райан Бейли |          |       |           |       |     |                |       |            |
| индивидуальное первенство | Аарон Ройл  |          |       |           |       |     |                |       |            |
| индивидуальное первенство | Райан Фишер |          |       |           |       |     |                |       |            |

Женщины
| Соревнование              | Спортсмены   | Плавание | Смена | Велоспорт | Смена | Бег | Итоговое время | Место | Отставание |
| ------------------------- | ------------ | -------- | ----- | --------- | ----- | --- | -------------- | ----- | ---------- |
| индивидуальное первенство | Эрин Деншем  |          |       |           |       |     |                |       |            |
| индивидуальное первенство | Эшли Джентл  |          |       |           |       |     |                |       |            |
| индивидуальное первенство | Эмма Моффатт |          |       |           |       |     |                |       |            |

### Тхэквондо
Соревнования по тхэквондо проходят по системе с выбыванием. Для победы в турнире спортсмену необходимо одержать 4 победы. Тхэквондисты, проигравшие по ходу соревнований будущим финалистам, принимают участие в утешительном турнире за две бронзовые медали.
Мужчины
| Категория | Спортсмены   | Первый раунд       | Четвертьфинал      | Полуфинал          | Финал              | Место |
| Категория | Спортсмены   | Соперник Результат | Соперник Результат | Соперник Результат | Соперник Результат | Место |
| --------- | ------------ | ------------------ | ------------------ | ------------------ | ------------------ | ----- |
| до 58 кг  | Сафван Халил |                    |                    |                    |                    |       |
| до 80 кг  | Хайдер Шкара |                    |                    |                    |                    |       |

Женщины
| Категория | Спортсмены     | Первый раунд       | Четвертьфинал      | Полуфинал          | Финал              | Место |
| Категория | Спортсмены     | Соперник Результат | Соперник Результат | Соперник Результат | Соперник Результат | Место |
| --------- | -------------- | ------------------ | ------------------ | ------------------ | ------------------ | ----- |
| до 57 кг  | Каролин Мартон |                    |                    |                    |                    |       |
| до 67 кг  | Кармен Мартон  |                    |                    |                    |                    |       |

### Тяжёлая атлетика
Каждый НОК самостоятельно выбирает категорию в которой выступит её тяжелоатлет. В рамках соревнований проводятся два упражнения — рывок и толчок. В каждом из упражнений спортсмену даётся 3 попытки. Победитель определяется по сумме двух упражнений. При равенстве результатов победа присуждается спортсмену, с меньшим собственным весом.
Мужчины
| Категория | Спортсмены    | Вес | Рывок | Рывок | Рывок | Толчок | Толчок | Толчок | Всего | Место |
| Категория | Спортсмены    | Вес | 1     | 2     | 3     | 1      | 2      | 3      | Всего | Место |
| --------- | ------------- | --- | ----- | ----- | ----- | ------ | ------ | ------ | ----- | ----- |
| до 94 кг  | Симплис Рибум |     |       |       |       |        |        |        |       |       |

Женщины
| Категория | Спортсмены    | Вес   | Рывок | Рывок | Рывок | Толчок | Толчок | Толчок | Всего | Место |
| Категория | Спортсмены    | Вес   | 1     | 2     | 3     | 1      | 2      | 3      | Всего | Место |
| --------- | ------------- | ----- | ----- | ----- | ----- | ------ | ------ | ------ | ----- | ----- |
| до 58 кг  | Тиа-Клэр Туми | 57,70 | 78    | 82    | 82    | 103    | 107    | 112    | 189   | 14    |

### Футбол

#### Женщины
Женская сборная Австралии квалифицировалась на Игры, заняв первое место по итогам олимпийского квалификационного турнира АФК.
Состав
Результат
Групповой этап (Группа F)
| М | Команда   | И | В | Н | П | Мячи   | ±   | О |
| - | --------- | - | - | - | - | ------ | --- | - |
| 1 | Канада    | 3 | 3 | 0 | 0 | 7 − 2  | +5  | 9 |
| 2 | Германия  | 3 | 1 | 1 | 1 | 9 − 5  | +4  | 4 |
| 3 | Австралия | 3 | 1 | 1 | 1 | 8 − 5  | +3  | 4 |
| 4 | Зимбабве  | 3 | 0 | 0 | 3 | 3 − 15 | −12 | 0 |

| 3 августа 2016 15:00 UTC-3 | \| Канада \| 2:0 (1:0) Отчёт \| Австралия \| \| Бекки 1′ · Синклер 78′ \| Голы \| \| | Стадион: Арена Коринтианс, Сан-Паулу Зрителей: 20 521 Судья: Стефани Фраппар |
| Канада                     | 2:0 (1:0) Отчёт                                                                      | Австралия                                                                    |
| Бекки 1′ · Синклер 78′     | Голы                                                                                 |                                                                              |

| 6 августа 2016 18:00 UTC-3  | \| Германия \| 2:2 (0:2) Отчёт \| Австралия \| \| Дебриц 45+1′ · Бартусяк 88′ \| Голы \| Керр 6′ · Фурд 45′ \| | Стадион: Арена Коринтианс, Сан-Паулу Зрителей: 37 475 Судья: Анна-Мари Китли |
| Германия                    | 2:2 (0:2) Отчёт                                                                                                | Австралия                                                                    |
| Дебриц 45+1′ · Бартусяк 88′ | Голы | Керр 6′ · Фурд 45′                                                           |

| 9 августа 2016 16:00 UTC-3                                                                            | \| Австралия \| 6:1 (3:0) Отчёт \| Зимбабве \| \| Лиза Де Ванна 2′ · Клэр Полкинхорн 15′ · Аланна Кеннеди 37′ · Кайя Саймон 50′ · Мишель Хейман 55′ 66′ \| Голы \| Эммакулейт Мсипа 90+1′ \| | Стадион: Фонте-Нова, Салвадор Зрителей: 5115 Судья: Эстер Штаубли |
| Австралия                                                                                             | 6:1 (3:0) Отчёт | Зимбабве                                                          |
| Лиза Де Ванна 2′ · Клэр Полкинхорн 15′ · Аланна Кеннеди 37′ · Кайя Саймон 50′ · Мишель Хейман 55′ 66′ | Голы | Эммакулейт Мсипа 90+1′                                            |

### Хоккей на траве

#### Мужчины
Мужская сборная Австралии квалифицировалась на Игры, завоевав золотые медали чемпионата Океании 2015 года.
Состав
| Номер         | Имя     | Дата рождения | Рост, см | Вес, кг | Клуб    | Игры    | Голы    |
| Вратари       | Вратари | Вратари       | Вратари  | Вратари | Вратари | Вратари | Вратари |
| ------------- | ------- | ------------- | -------- | ------- | ------- | ------- | ------- |
|               |         |               |          |         |         |         |         |
| Защитники     |         |               |          |         |         |         |         |
|               |         |               |          |         |         |         |         |
| Полузащитники |         |               |          |         |         |         |         |
|               |         |               |          |         |         |         |         |
| Нападающие    |         |               |          |         |         |         |         |
|               |         |               |          |         |         |         |         |

| Имя      | Гражданство | Дата рождения |
| -------- | ----------- | ------------- |
| Грэм Рид | Австралия   | 9 апреля 1964 |

Результаты
Групповой этап (Группа A)
| Место | Команда        | И | В | Н | П | ГЗ | ГП | +/- | Очки |
| ----- | -------------- | - | - | - | - | -- | -- | --- | ---- |
| 1     | Бельгия        | 5 | 4 | 0 | 1 | 21 | 5  | +16 | 12   |
| 2     | Испания        | 5 | 3 | 1 | 1 | 13 | 6  | +7  | 10   |
| 3     | Австралия      | 5 | 3 | 0 | 2 | 13 | 4  | +9  | 9    |
| 4     | Новая Зеландия | 5 | 2 | 1 | 2 | 17 | 8  | +9  | 7    |
| 5     | Великобритания | 5 | 1 | 2 | 2 | 14 | 10 | +4  | 5    |
| 6     | Бразилия       | 5 | 0 | 0 | 5 | 1  | 46 | -45 | 0    |

| 6 августа 2016 13:30 UTC-3       | \| Австралия \| 2:1 (1:0, 1:0, 0:1, 0:0) Протокол \| Новая Зеландия \| \| Крис Чирьелло 8' · Мэтт Годс 23' \| Голы \| Хьюго Инглис 31' \| | Олимпийский хоккейный центр, Рио-де-Жанейро Судьи: Кристиан Блаш, Херман Монтес де Оса |
| Австралия                        | 2:1 (1:0, 1:0, 0:1, 0:0) Протокол | Новая Зеландия                                                                         |
| Крис Чирьелло 8' · Мэтт Годс 23' | Голы | Хьюго Инглис 31'                                                                       |

| 7 августа 2016 20:30 UTC-3 | \| Австралия \| 0:1 (0:1, 0:0, 0:0, 0:0) Протокол \| Испания \| \| \| Голы \| Алекс Касасаяс 6' \| | Олимпийский хоккейный центр, Рио-де-Жанейро Судьи: Кристиан Блаш, Коэн ван Бюнге |
| Австралия                  | 0:1 (0:1, 0:0, 0:0, 0:0) Протокол                                                                  | Испания                                                                          |
|                            | Голы                                                                                               | Алекс Касасаяс 6'                                                                |

| 9 августа 2016 20:30 UTC-3 | \| Бельгия \| 1:0 (0:0, 1:0, 0:0, 0:0) Протокол \| Австралия \| \| Тонгуй Косинс 16' \| Голы \| \| | Олимпийский хоккейный центр, Рио-де-Жанейро Судьи: Джон Райт Тиаго Де Маттос |
| Бельгия                    | 1:0 (0:0, 1:0, 0:0, 0:0) Протокол                                                                  | Австралия                                                                    |
| Тонгуй Косинс 16'          | Голы                                                                                               |                                                                              |

| 10 августа 2016 20:30 UTC-3 | \| Великобритания \| \| Австралия \| | Олимпийский хоккейный центр, Рио-де-Жанейро |
| Великобритания              |                                      | Австралия                                   |

| 12 августа 2016 20:30 UTC-3 | \| Австралия \| \| Бразилия \| | Олимпийский хоккейный центр, Рио-де-Жанейро |
| Австралия                   |                                | Бразилия                                    |

#### Женщины
Женская сборная Австралии квалифицировалась на Игры, завоевав золотые медали чемпионата Океании 2015 года.
Состав
| Номер         | Имя     | Дата рождения | Рост, см | Вес, кг | Клуб    | Игры    | Голы    |
| Вратари       | Вратари | Вратари       | Вратари  | Вратари | Вратари | Вратари | Вратари |
| ------------- | ------- | ------------- | -------- | ------- | ------- | ------- | ------- |
|               |         |               |          |         |         |         |         |
| Защитники     |         |               |          |         |         |         |         |
|               |         |               |          |         |         |         |         |
| Полузащитники |         |               |          |         |         |         |         |
|               |         |               |          |         |         |         |         |
| Нападающие    |         |               |          |         |         |         |         |
|               |         |               |          |         |         |         |         |

| Имя          | Гражданство | Дата рождения |
| ------------ | ----------- | ------------- |
| Адам Комменс | Австралии   | 6 мая 1976    |

Результат
Групповой этап (Группа B)
| Место | Команда        | И | В | Н | П | ГЗ | ГП | +/- | Очки |
| ----- | -------------- | - | - | - | - | -- | -- | --- | ---- |
| 1     | Великобритания | 5 | 5 | 0 | 0 | 12 | 4  | +8  | 15   |
| 2     | США            | 5 | 4 | 0 | 1 | 14 | 5  | +9  | 12   |
| 3     | Австралия      | 5 | 3 | 0 | 2 | 11 | 5  | +6  | 9    |
| 4     | Аргентина      | 5 | 2 | 0 | 3 | 12 | 6  | +6  | 6    |
| 5     | Япония         | 5 | 0 | 1 | 4 | 3  | 16 | -13 | 1    |
| 6     | Индия          | 5 | 0 | 1 | 4 | 3  | 19 | -16 | 1    |

| 6 августа 2016 20:30 UTC-3        | \| Великобритания \| 2:1 (0:0, 1:0, 1:1, 0:0) Протокол \| Австралия \| \| Лили Оусли 26' · Алекс Дэнсон 43' \| Голы \| Джорджина Морган 33' \| | Олимпийский хоккейный центр, Рио-де-Жанейро Судьи: Лорен Дельфорж Ирен Пресенки |
| Великобритания                    | 2:1 (0:0, 1:0, 1:1, 0:0) Протокол | Австралия                                                                       |
| Лили Оусли 26' · Алекс Дэнсон 43' | Голы | Джорджина Морган 33'                                                            |

| 8 августа 2016 10:00 UTC-3 | \| Австралия \| 1:2 (0:0, 0:1, 1:1, 0:0) Протокол \| США \| \| Кэтрин Слэттери 43' \| Голы \| Мишель Виттес 25' · Кейтлин ван Сикл 41' \| | Олимпийский хоккейный центр, Рио-де-Жанейро Судьи: Елена Эскина Каролина де ла Фуэнте |
| Австралия                  | 1:2 (0:0, 0:1, 1:1, 0:0) Протокол | США                                                                                   |
| Кэтрин Слэттери 43'        | Голы | Мишель Виттес 25' · Кейтлин ван Сикл 41'                                              |

| 10 августа 2016 11:00 UTC-3 | \| Индия \| 1:6 (0:2, 0:0, 0:3, 1:1) Протокол \| Австралия \| \| Анурадха Тхочком 60' \| Голы \| Кэтрин Слэттери 5' · Джорджина Морган 9' · Джейн Клекстон 35' · Джорджи Паркер 36' · Джоди Кенни 43', 46' \| | Олимпийский хоккейный центр, Рио-де-Жанейро Судьи: Соледад Ипаррагирре Сара Уилсон                        |
| Индия                       | 1:6 (0:2, 0:0, 0:3, 1:1) Протокол | Австралия                                                                                                 |
| Анурадха Тхочком 60'        | Голы | Кэтрин Слэттери 5' · Джорджина Морган 9' · Джейн Клекстон 35' · Джорджи Паркер 36' · Джоди Кенни 43', 46' |

| 11 августа 2016 18:00 UTC-3 | \| Австралия \| \| Аргентина \| | Олимпийский хоккейный центр, Рио-де-Жанейро |
| Австралия                   |                                 | Аргентина                                   |

| 13 августа 2016 19:30 UTC-3 | \| Австралия \| \| Япония \| | Олимпийский хоккейный центр, Рио-де-Жанейро |
| Австралия                   |                              | Япония                                      |